# Waltensburger Meister
Der Waltensburger Meister war ein Maler unbekannter Herkunft, der in der ersten Hälfte des 14. Jahrhunderts verschiedene Kirchen Graubündens mit Bildern ausschmückte.

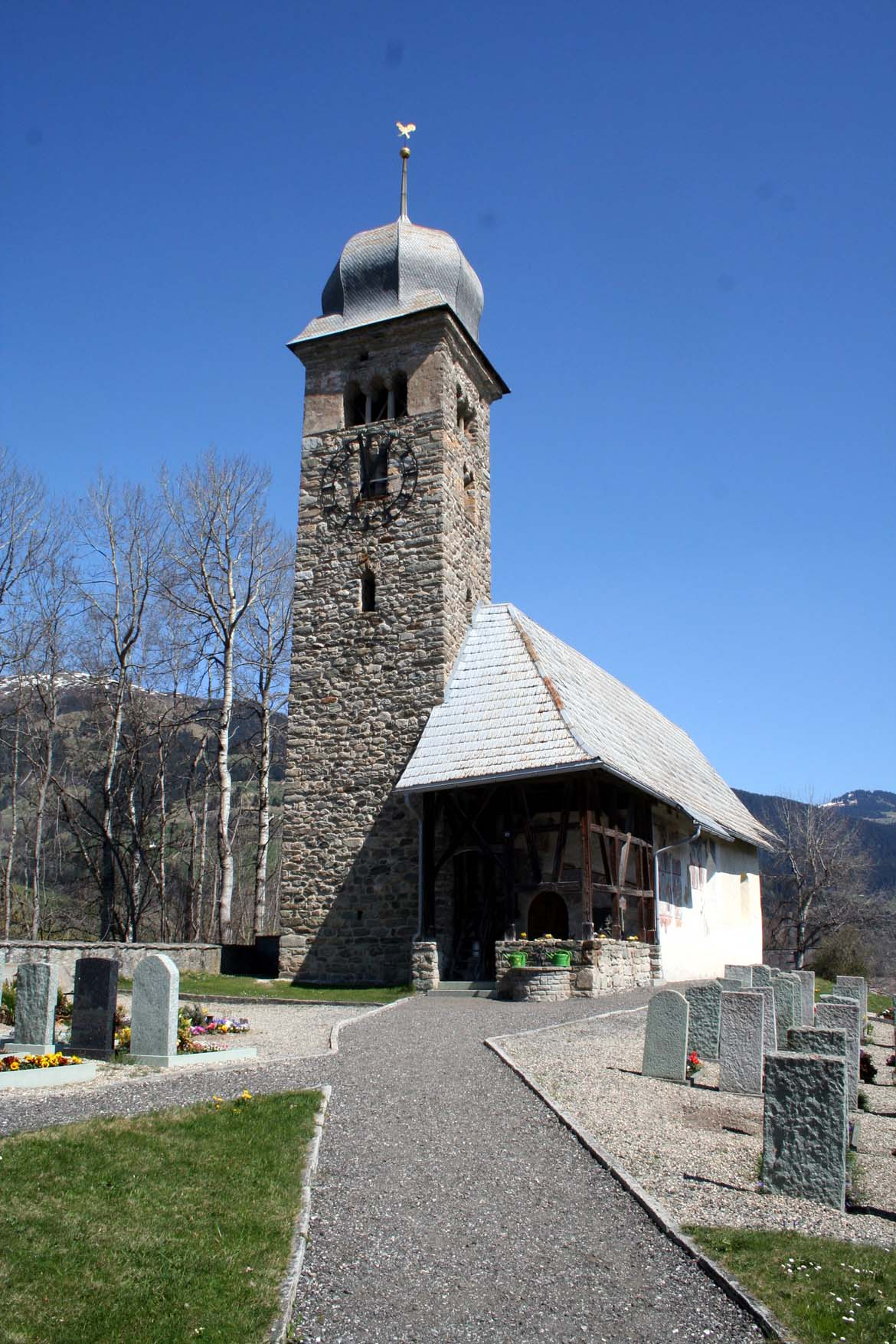
Die Reformierte Kirche Waltensburg

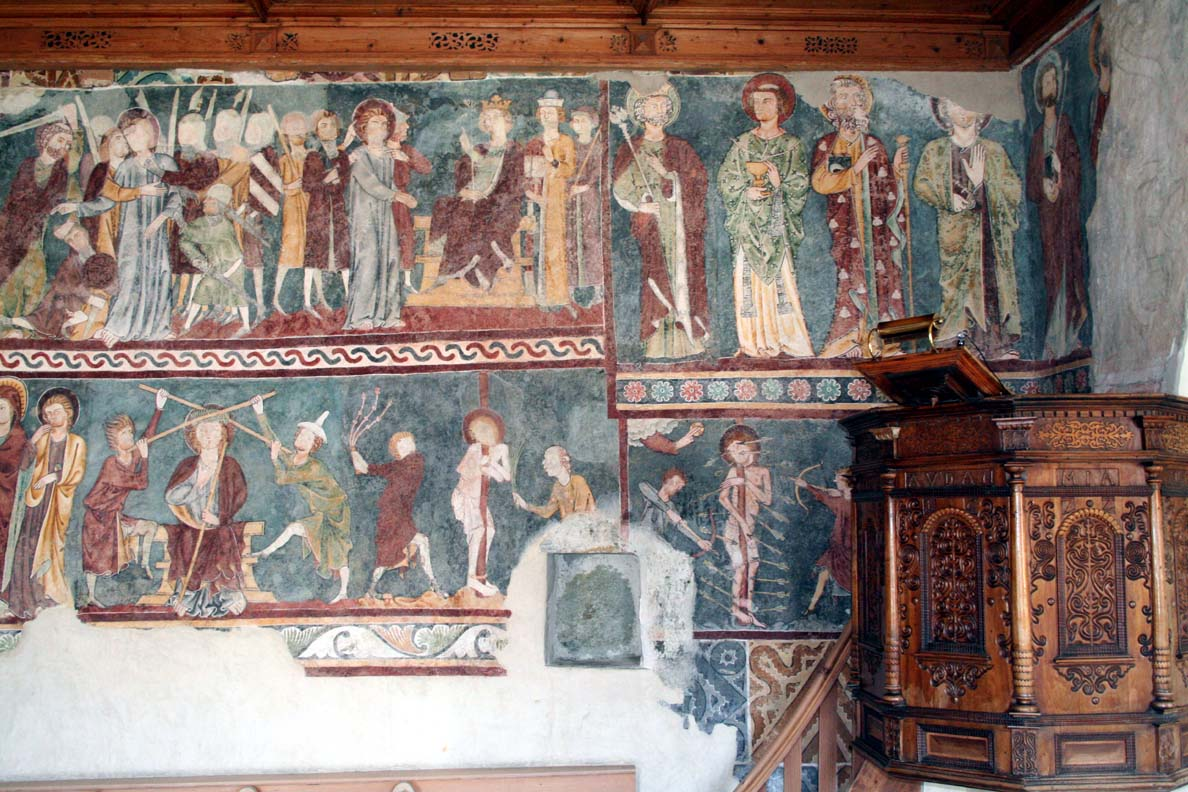
Wandmalerei in der Kirche von Waltensburg

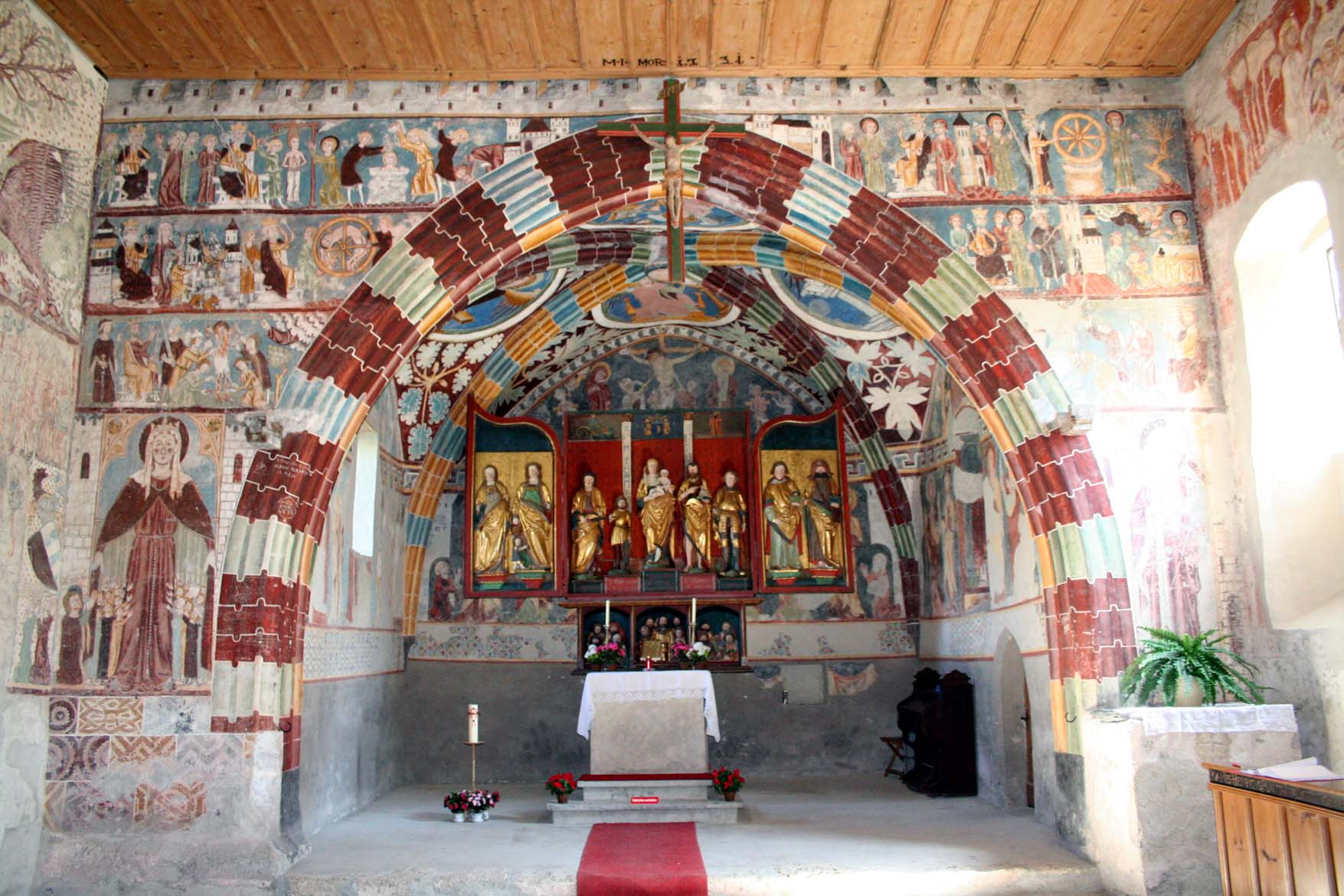
Chor mit Chorbogenwand in der Kirche Sogn Gieri

Seine Werke stehen in geistiger Verwandtschaft mit den um die gleiche Zeit entstandenen Miniaturen der Manessischen Handschrift sowie den Glasmalereien von Königsfelden. Er zählt zu den stärksten Malerpersönlichkeiten aus der Zeit der Hochgotik.

## Waltensburg
Waltensburger Meister wird er genannt, weil er in der Nordwand der Reformierten Kirche Waltensburg in der Surselva um 1330 sein bedeutendstes Werk hinterlassen hat: einen gut erhaltenen, zeichnerisch hochstehenden Passionszyklus.
Die Malerei in Waltensburg bedeckt die ganze Innenseite der Nordwand, die Chorbogenwand und die angrenzende Fläche der südlichen Wand. Sie zeigt Apostel- und Heiligenfiguren sowie eine Szene aus der Sebastians- und Nikolauslegende. Weitere Bilder von ihm finden sich an der südlichen Aussenseite an der nordwestlichen Ecke. Hier sind  unter anderem – neben anderen Apostel- und Heiligenfiguren – Michael mit der Seelenwaage sowie Bruchstücke einer Anbetung der Könige sowie Reste einer monumentalen Christophorusfigur zu sehen. Der Theologe und Religionspädagoge Horst F. Rupp (siehe Literaturliste) hat auf mehrere antijudaistische Darstellungen in diesem Passionszyklus hingewiesen. Dagegen sieht der Kunsthistoriker David Ganz den Antijudaismus in diesem Werk nicht überrepräsentiert.

## Arbeitsweise
Wie es damals üblich war, wird auch der Waltensburger Meister mit Gesellen gearbeitet haben, die die einfacheren Arbeiten ausführten. Dem Meister selbst blieben die anspruchsvolleren Bereiche wie Gesichter vorbehalten. Manches deutet darauf hin, dass der Meister ein Musterbuch mit Vorlagen von Figuren, Verzierungen und Tieren benutzt hat.
So beruhen zum Beispiel Christus an der Geisselsäule und Sebastian gleich daneben auf der gleichen Vorlage (siehe Bild rechts), und das Gespräch im Haus von Simon in Dusch zeigt die gleiche Komposition wie das Abendmahl in Waltensburg.

## Person
Wer der Meister war, weiss man nicht; es gibt keine Angaben zu seiner Person. Ebenso wenig weiss man, was ihn nach Waltensburg führte und wer ihn bezahlen konnte; die einfachen Bauern wohl kaum. Die neuere Forschung vermutet ihn aus dem Bodenseeraum.
Eine andere Vermutung ist weiter, dass der Künstler Österreicher war und von den Habsburgern an die befreundeten Freiherren von Vaz ausgeliehen worden ist. Das erste Werk des Meisters findet sich in der Tat im Schloss Brandis zu Maienfeld, welches um 1320 für die Hochzeit des Donat von Vaz mit der mit den Österreichern verwandten Guta von Ochsenstein hergerichtet wurde. Neben Darstellungen aus dem Alten Testament malte er hier auch weltliche Szenen aus einem Wirtshaus oder von der Weinlese.

## Werke
Weitere Werke des  Waltensburger Meisters finden sich in den Kirchen Sogn Gieri und Sogn Paul in Rhäzüns, in Casti-Wergenstein, in der Kathedrale von Chur, in Churwalden, Clugin, in Dusch bei Paspels, im Schloss Brandis in Maienfeld und in der Kirche S. Zeno in Lüen im Schanfigg.

## Museum
2013 wurde in Waltensburg ein Museum über das Werk des Waltensburger Meister eröffnet. Es steht gegenüber der Kirche und gibt Einblick in sein Werk, eine Zeit und in verwandte Kunst aus dem Hochmittelalter.

## Bilder

### Reformierte Kirche Waltensburg

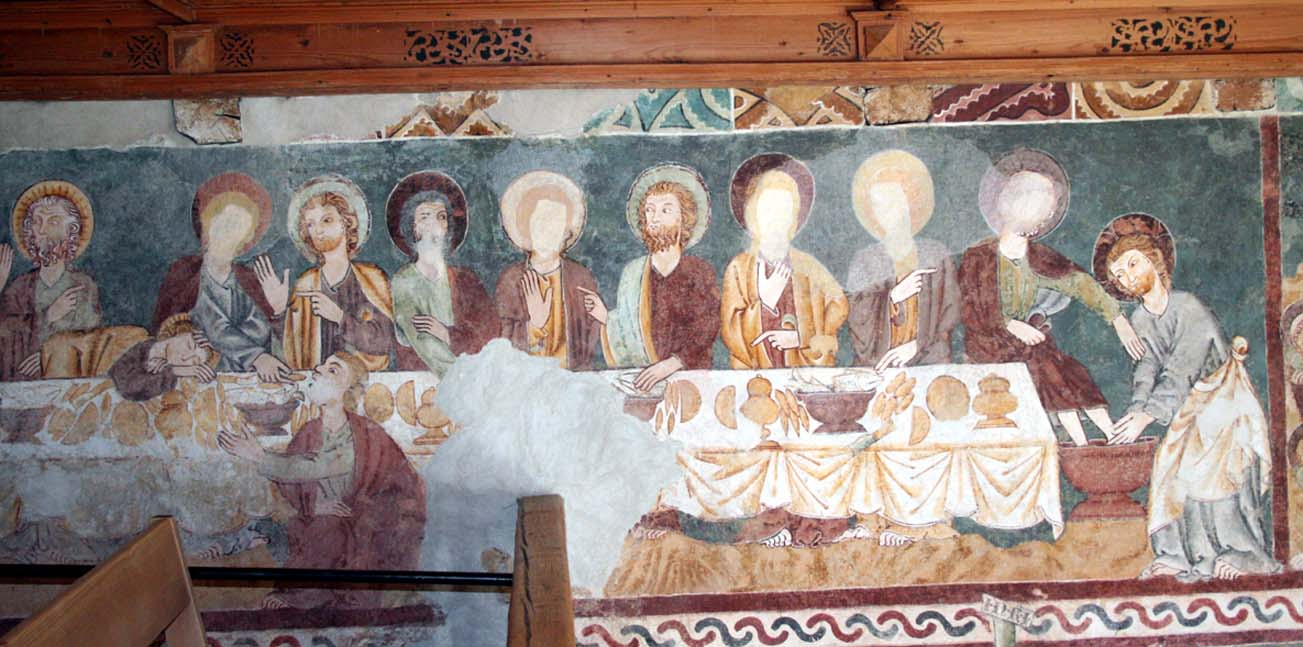
Abendmahl
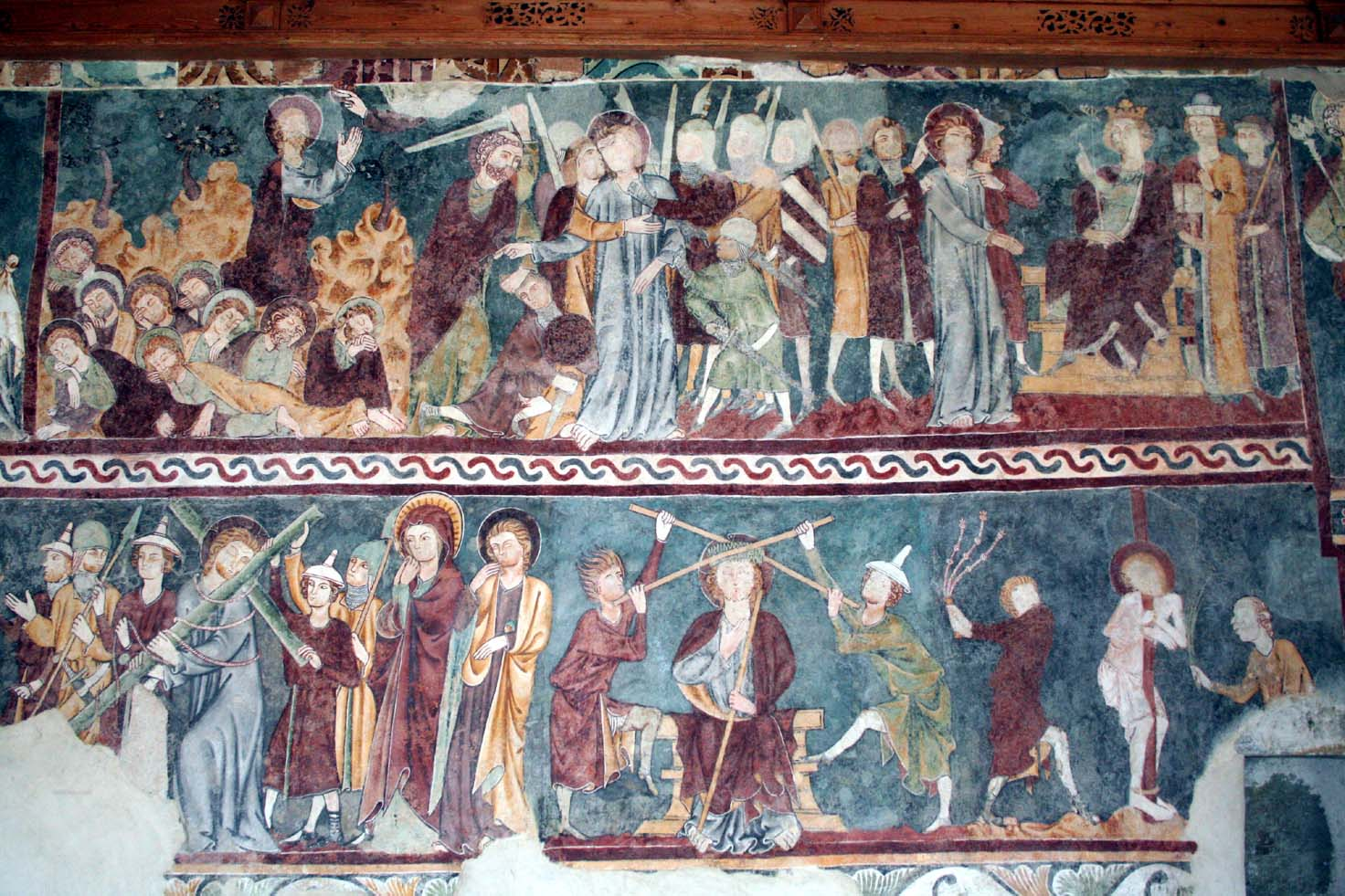
Gefangennahme
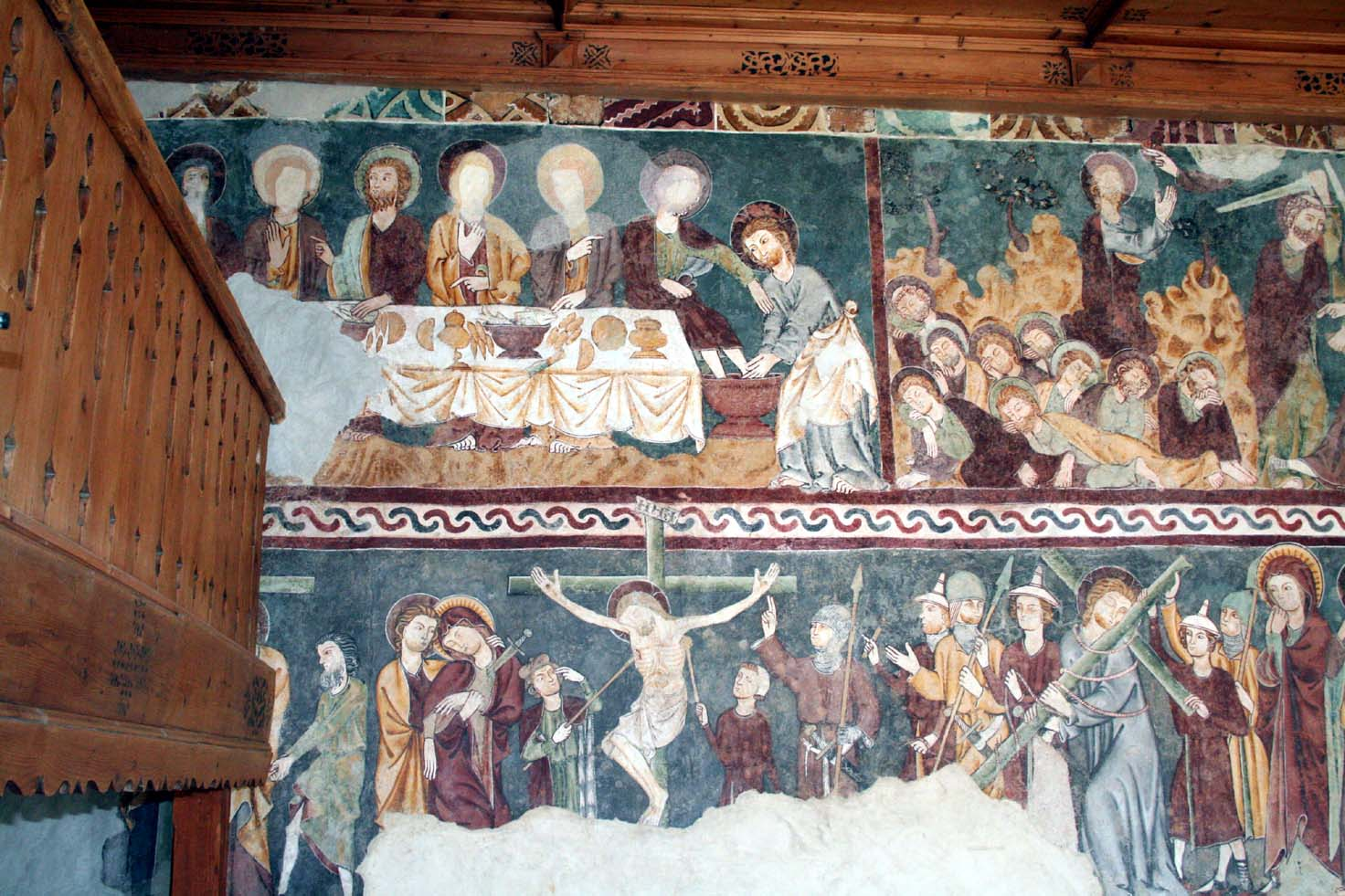
Abendmahl und Kreuzigung
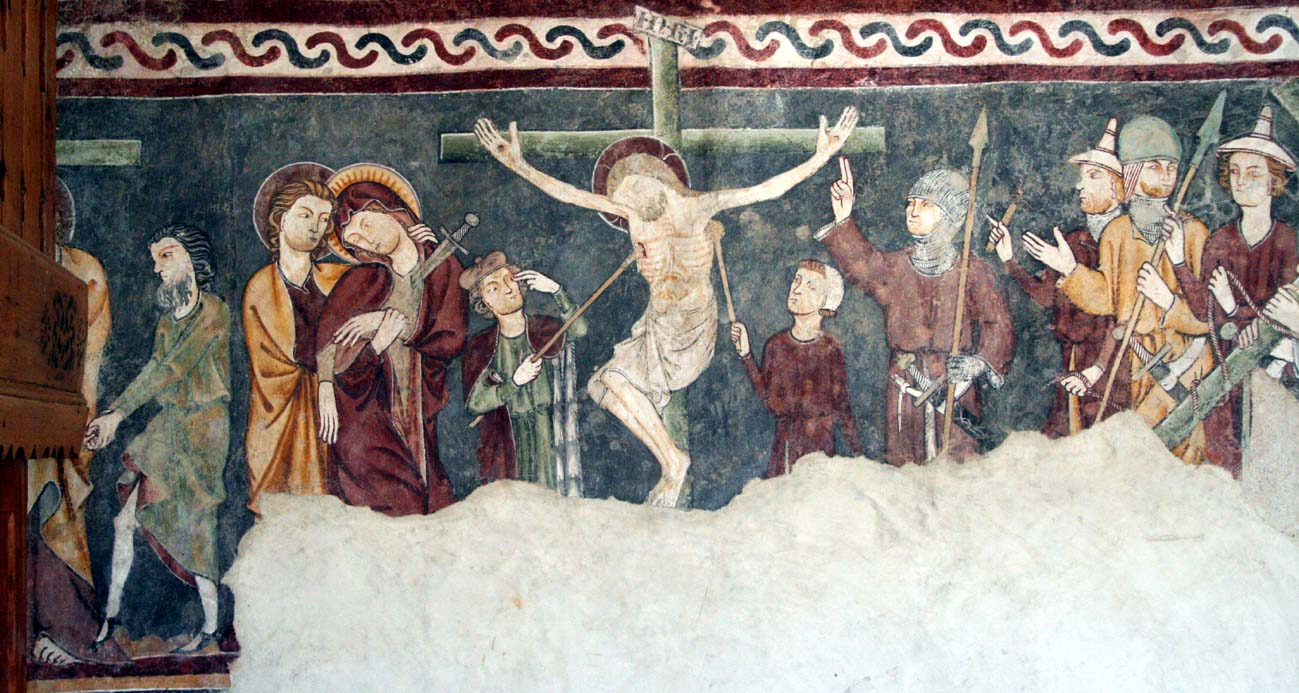
Kreuzigung

### Sogn Gieri bei Rhäzüns

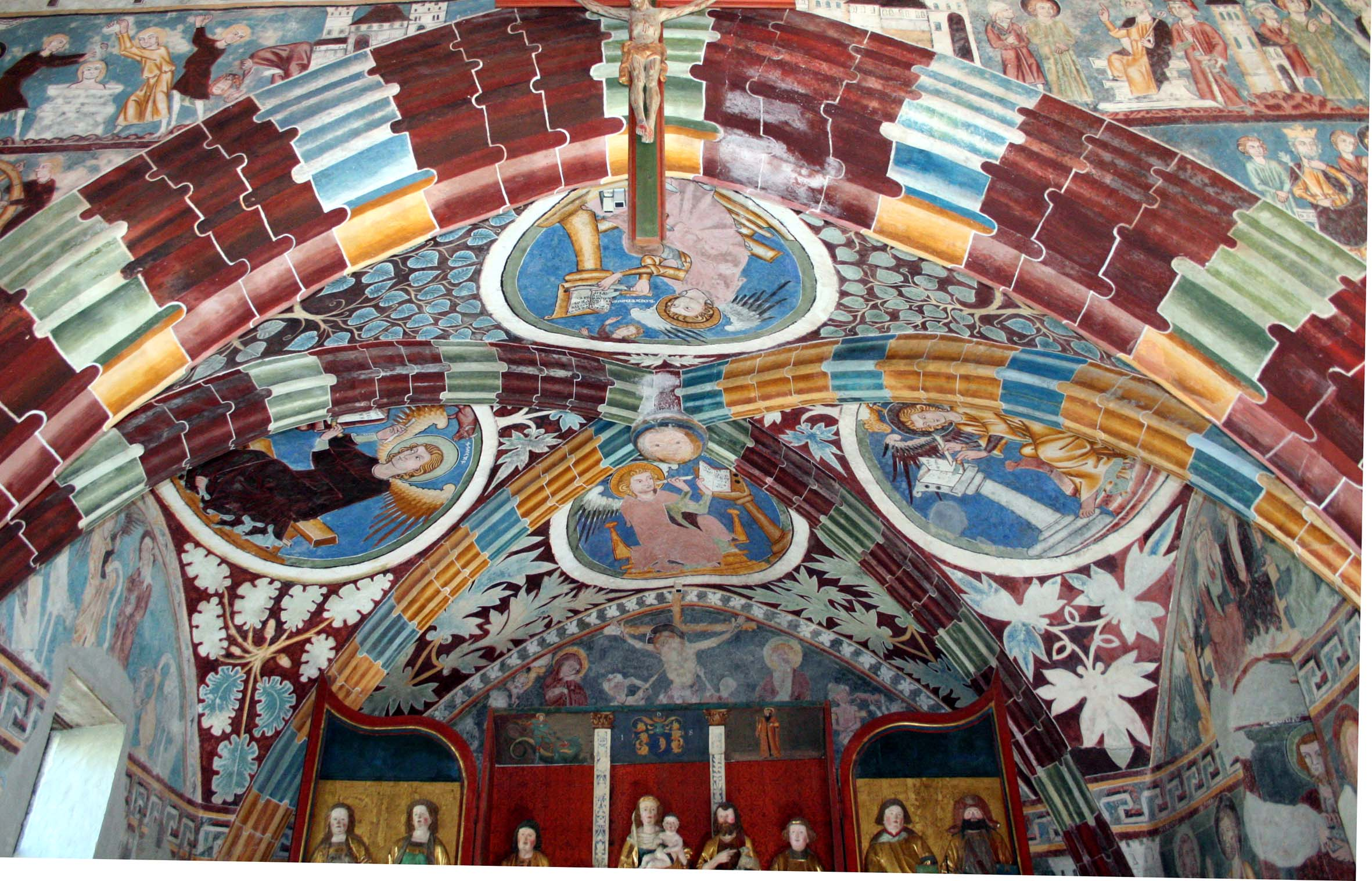
Spitze der Chorwand und Chorhimmel
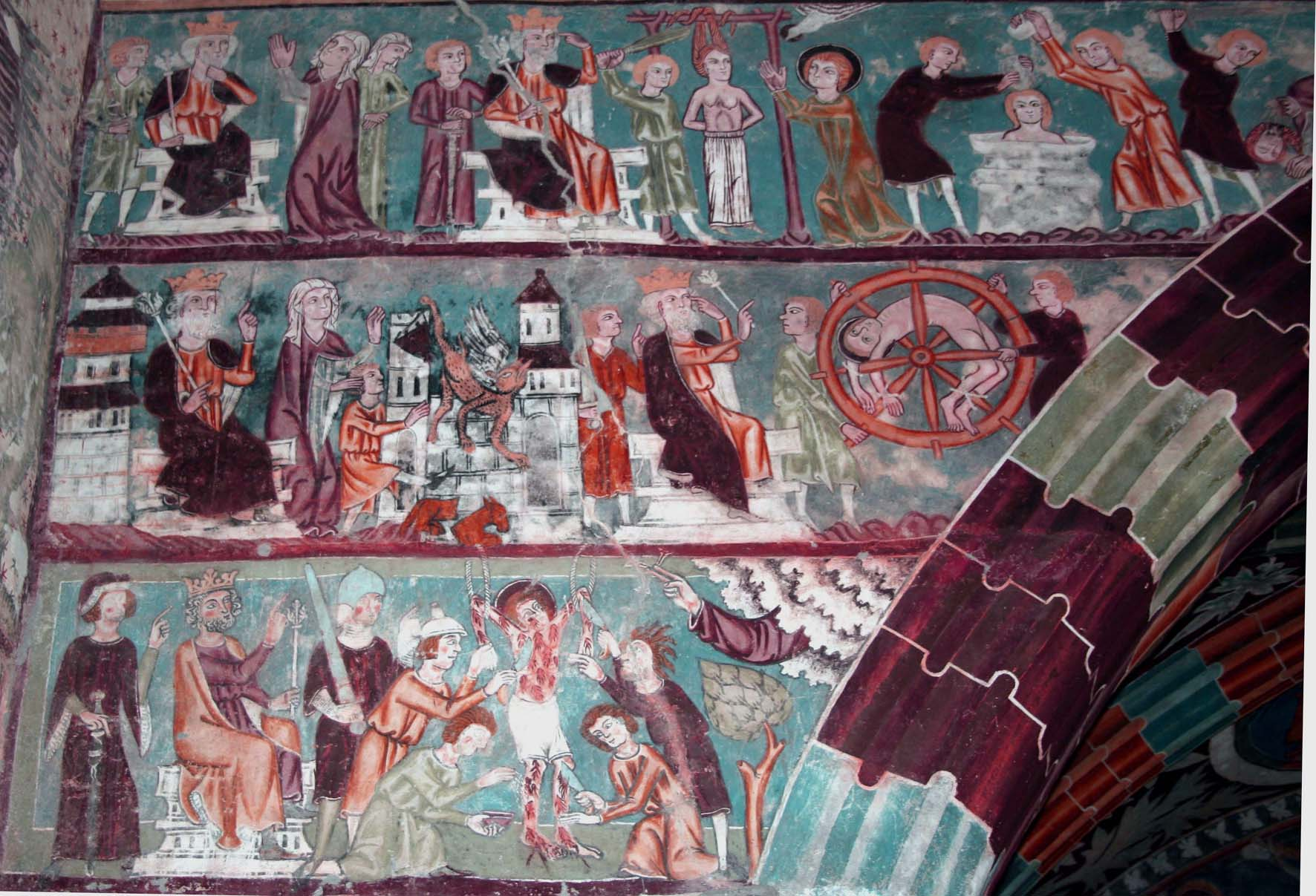
Linke Chorwand (Ausschnitt)
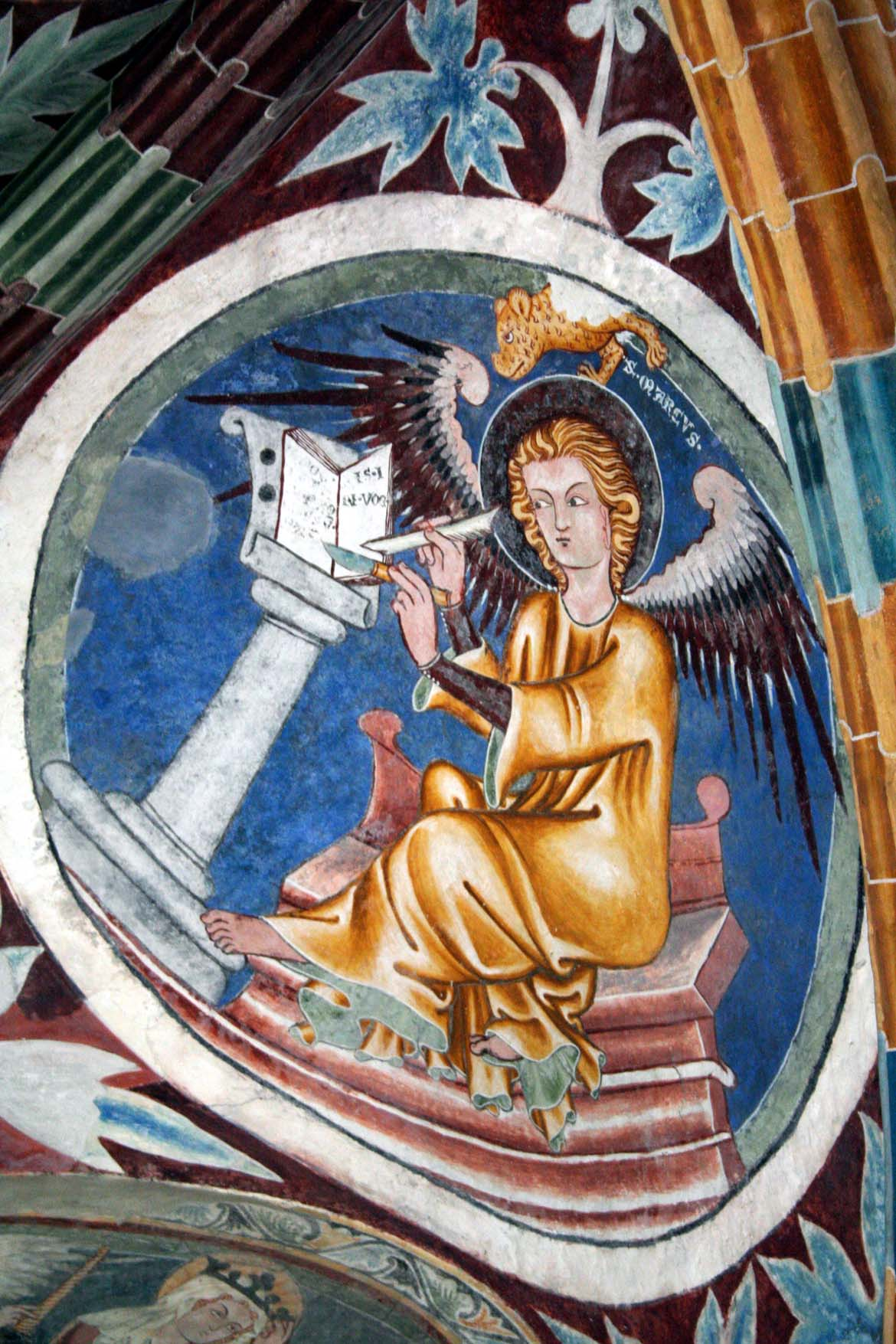
Detail aus der Decke des Chores
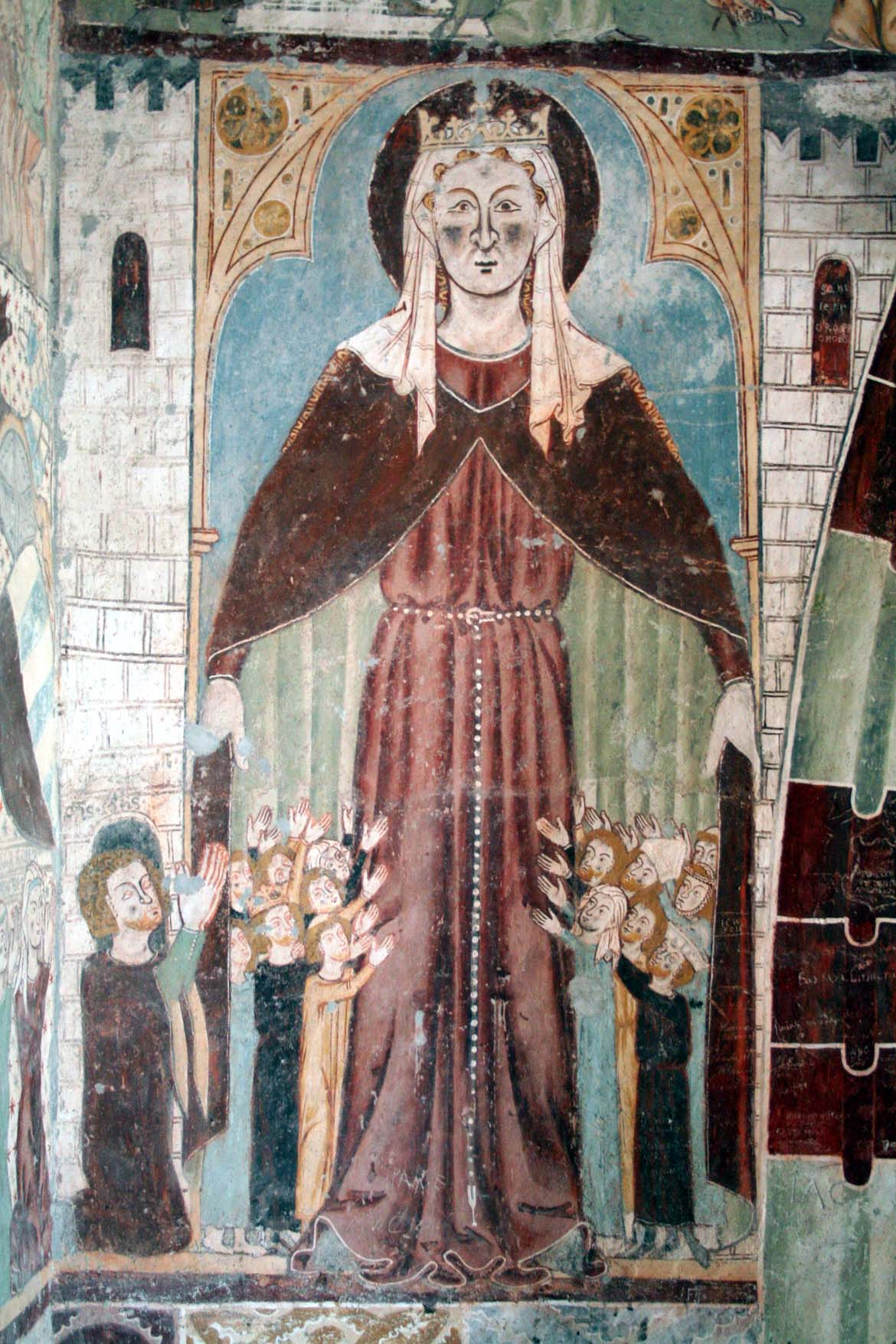
Schutzmantelmadonna mit Schutzbefohlenen

### Sogn Paul in Rhäzüns

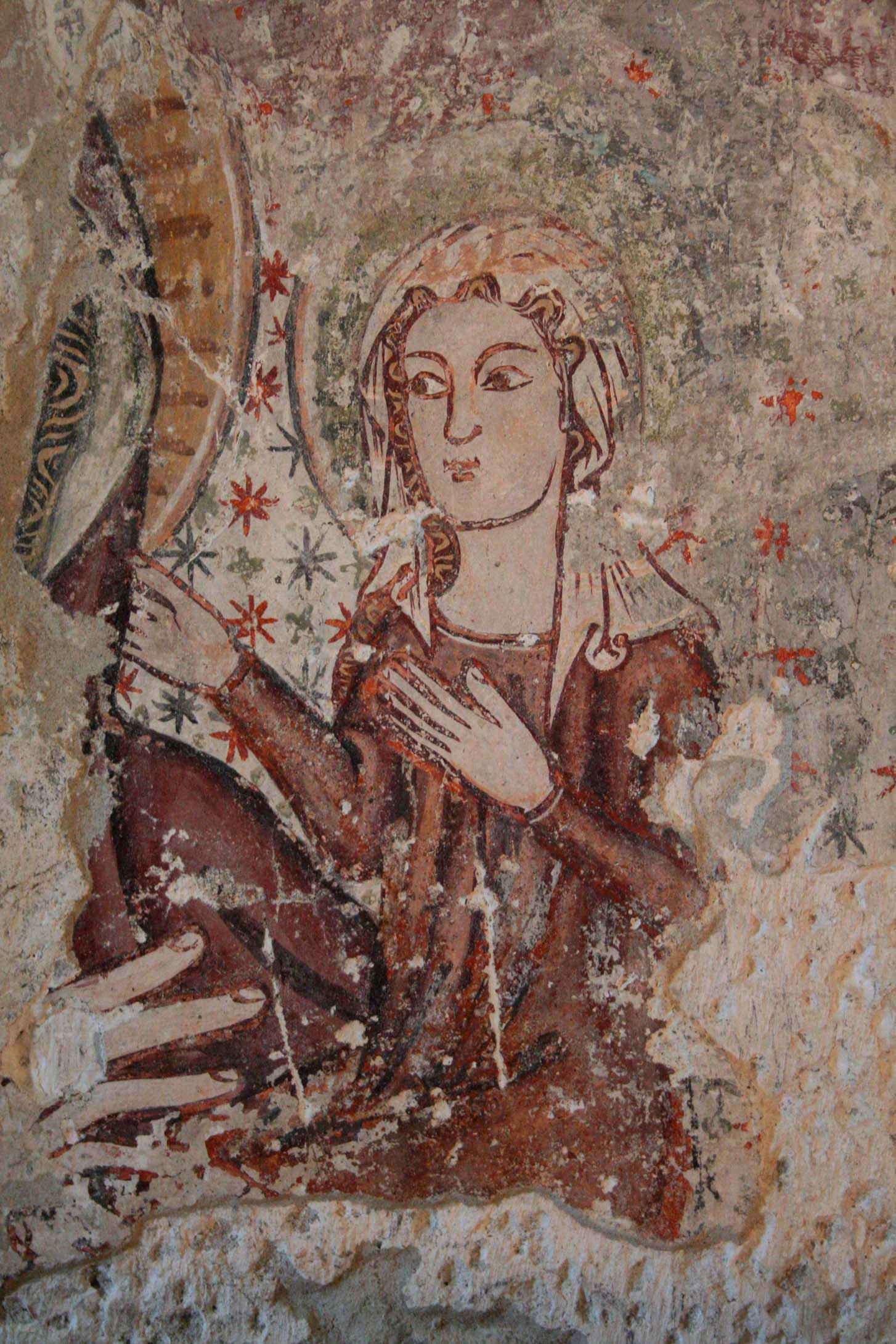
Die heilige Anna
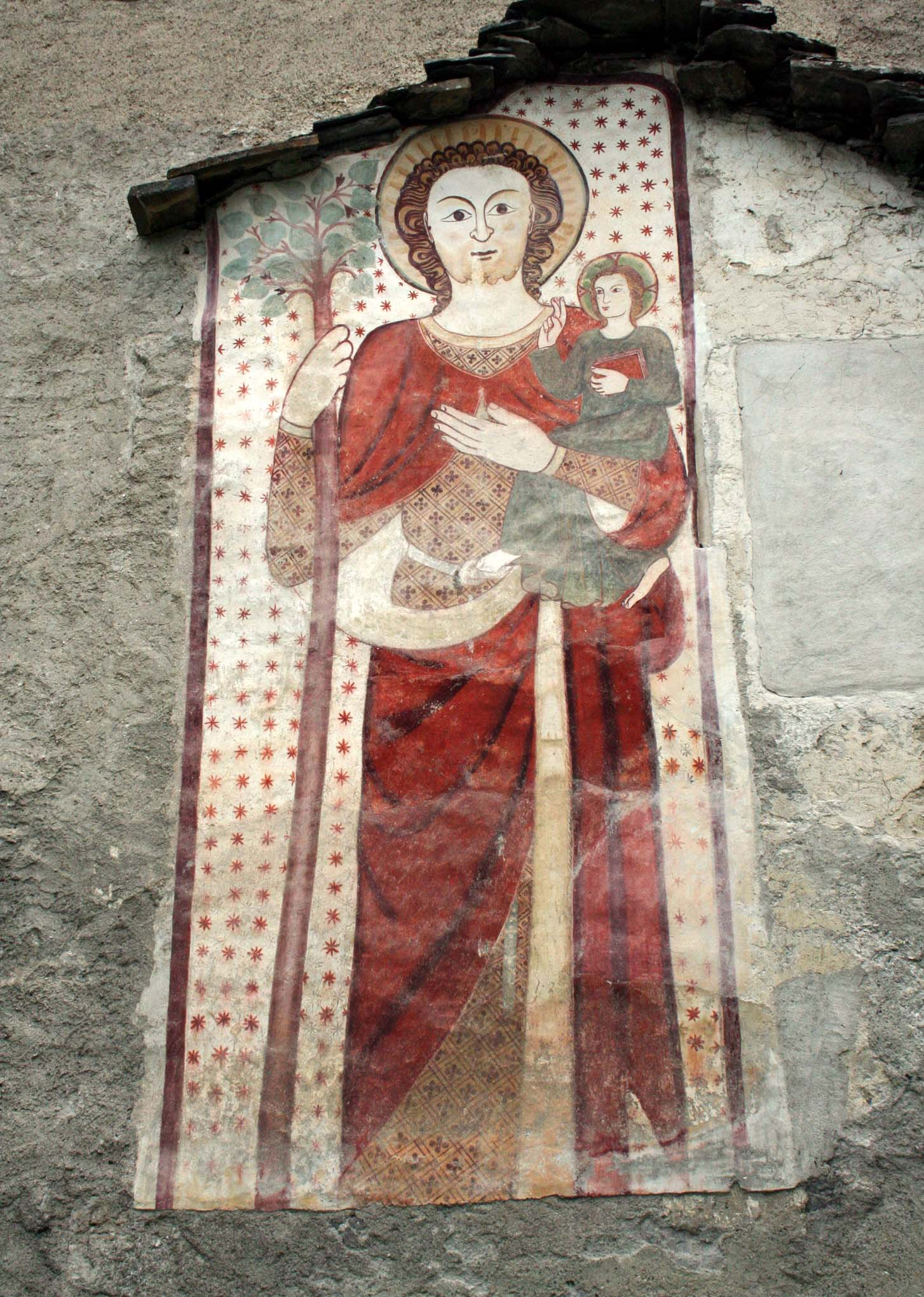
Christophorus an der Südwand

### Kapelle Maria Magdalena in Dusch ob Paspels

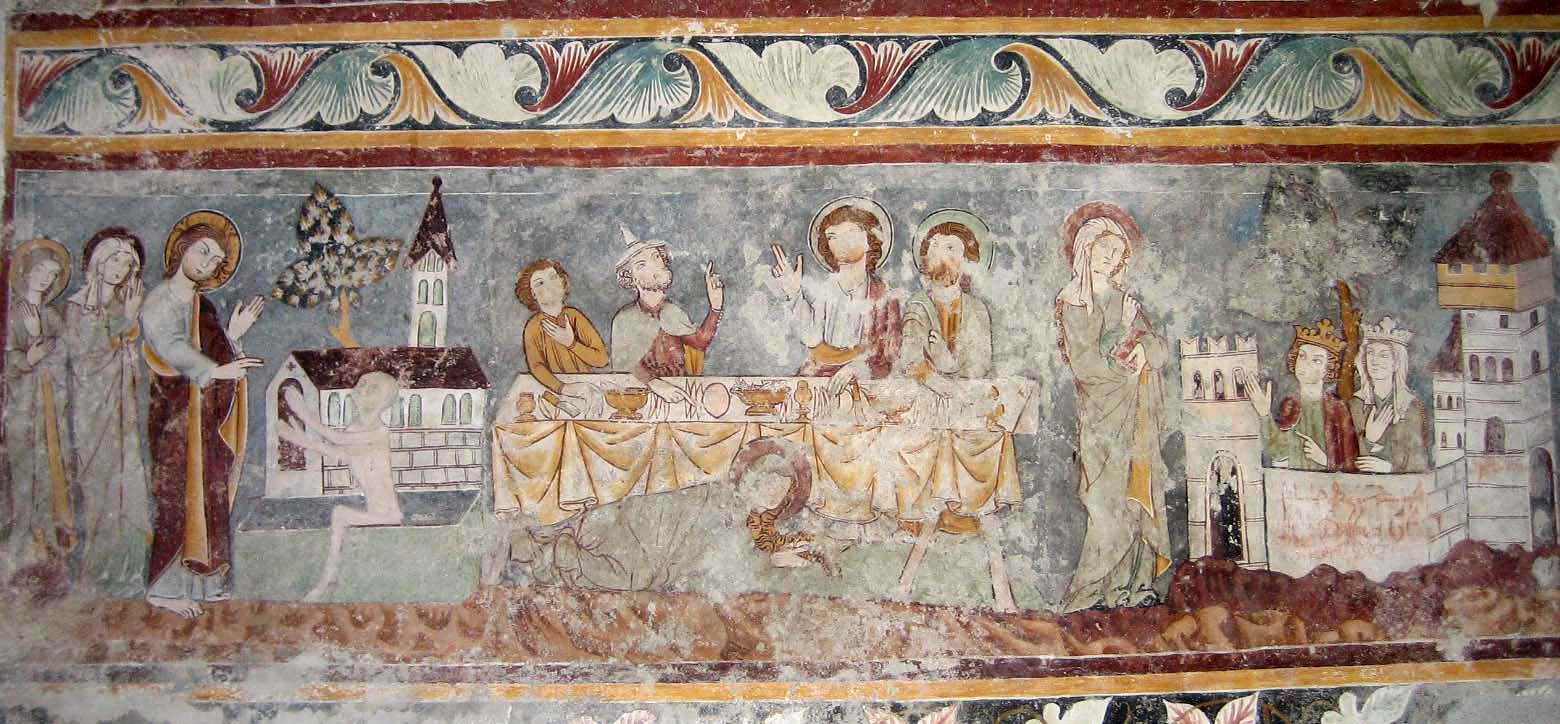
Auferweckung des Lazarus, Jesus bei Tisch, Maria Magdalena beim Königspaar
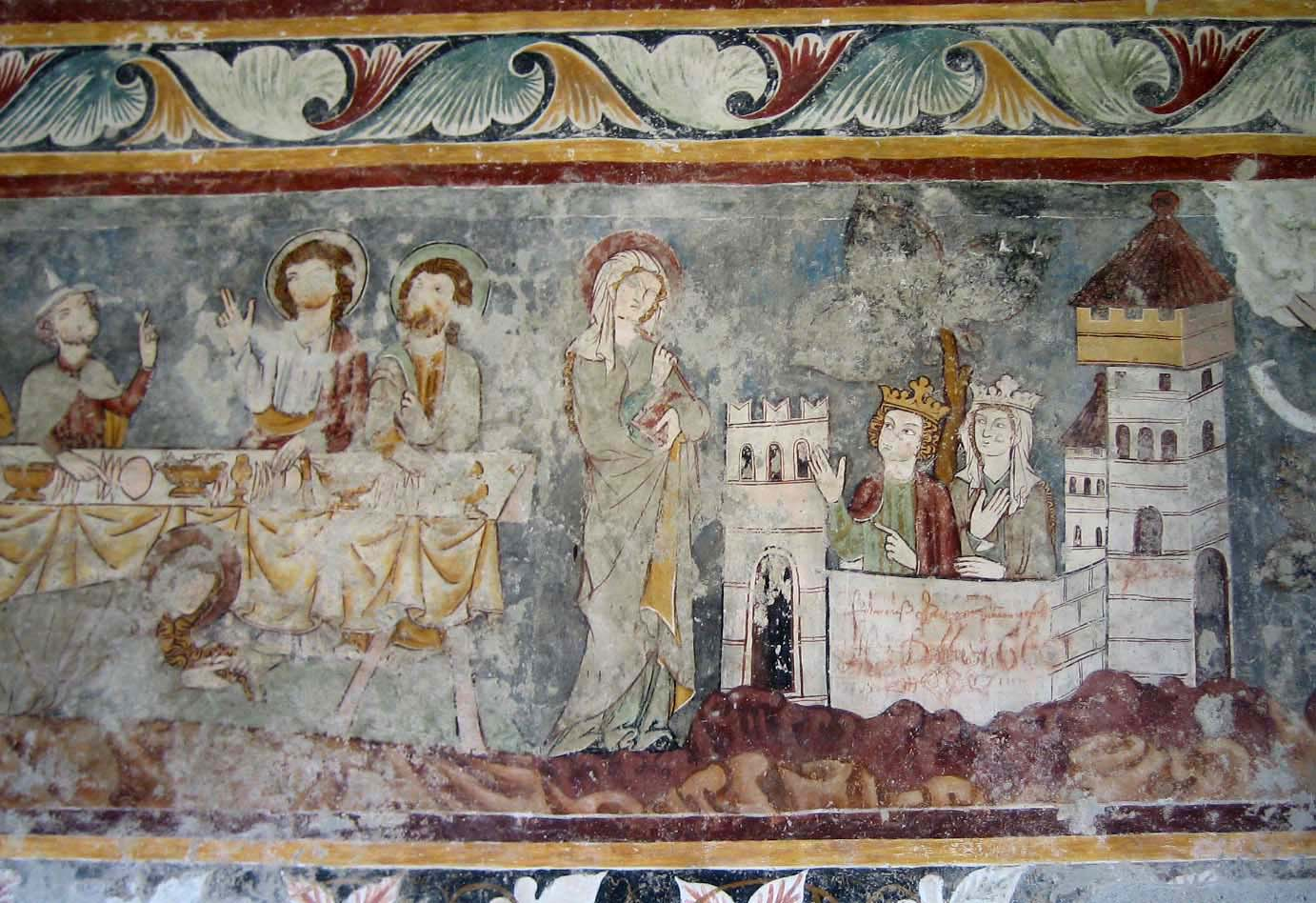
Jesus bei Tisch, Magdalena beim Königspaar
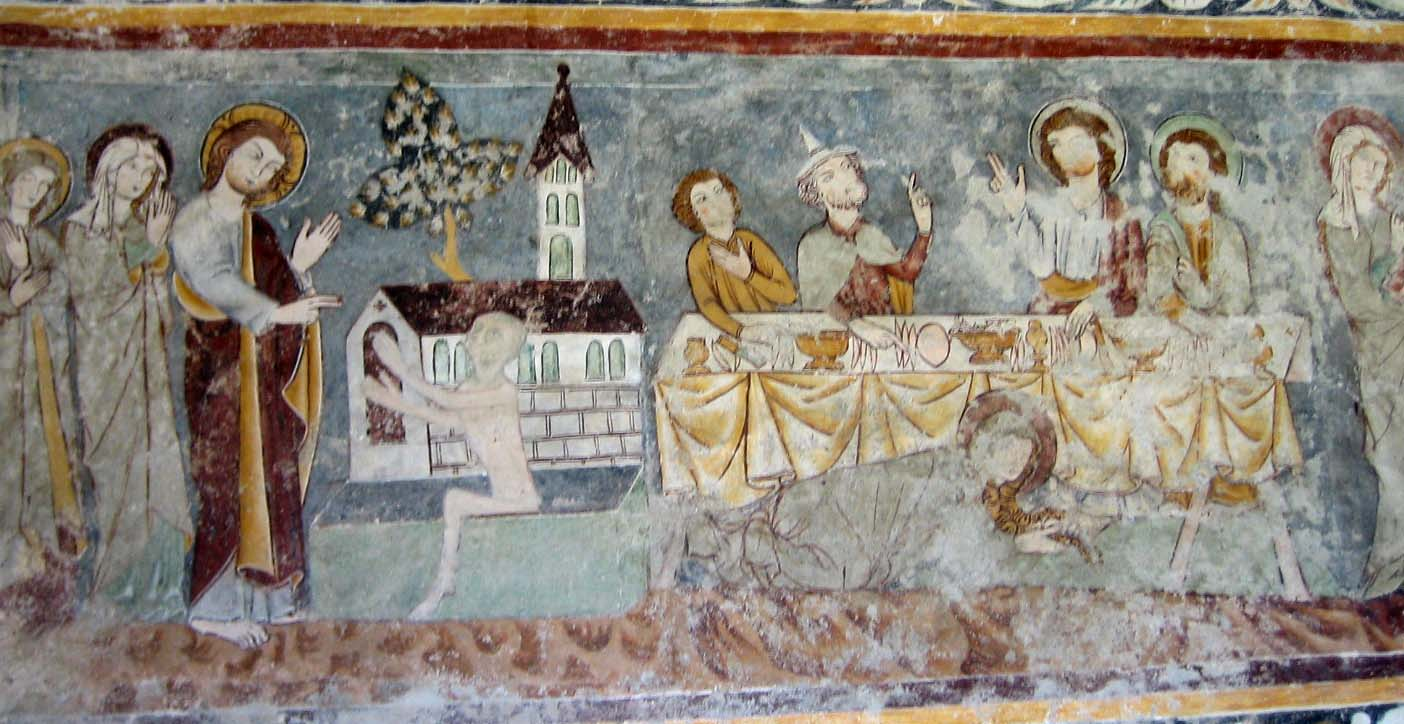
Auferweckung des Lazarus, Jesus bei Tisch

### Kirche St. Maria und Michael in Churwalden

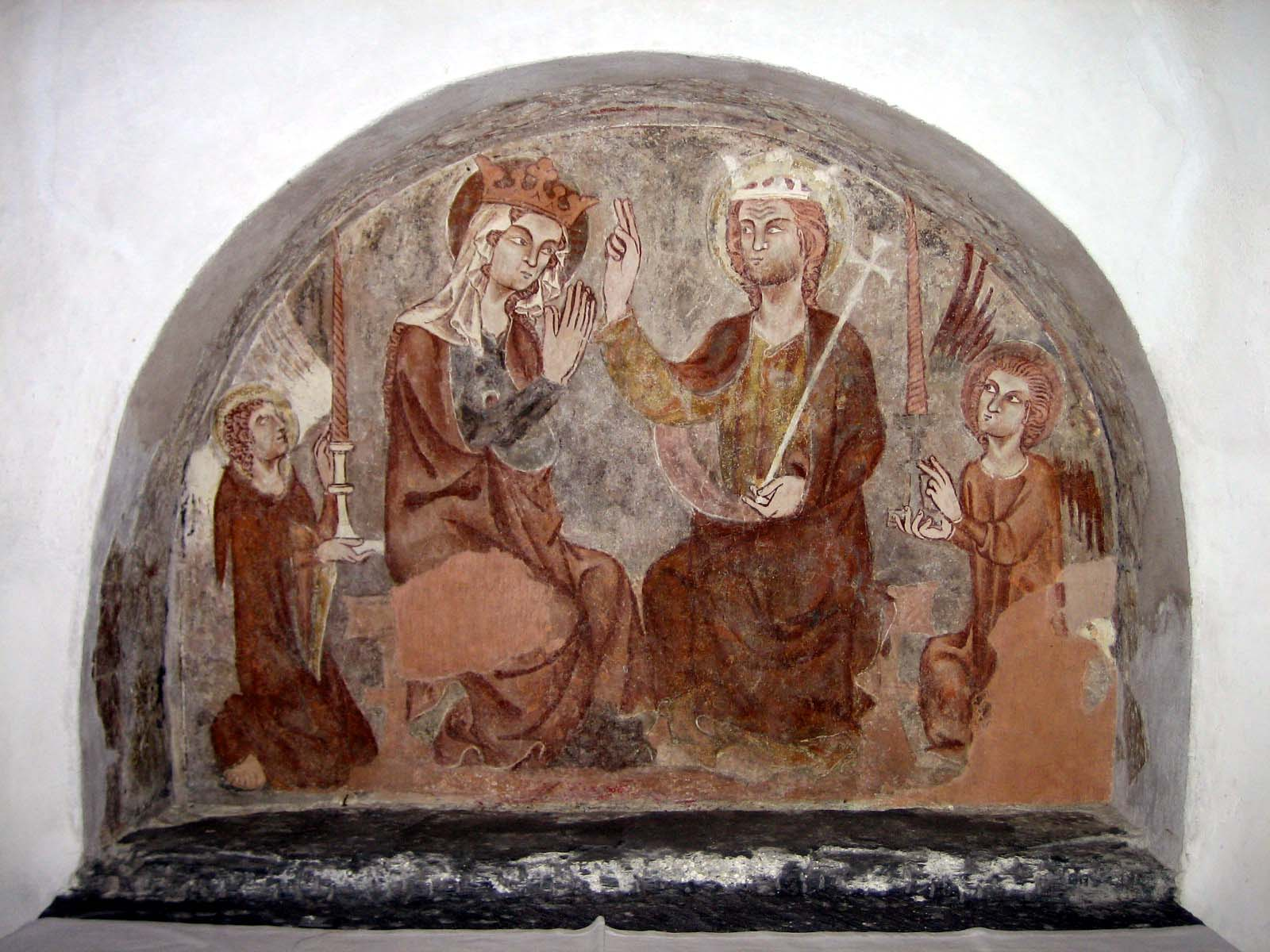
Marienkrönung in einer Rundbogennische

### Kirche S. Zeno in Lüen

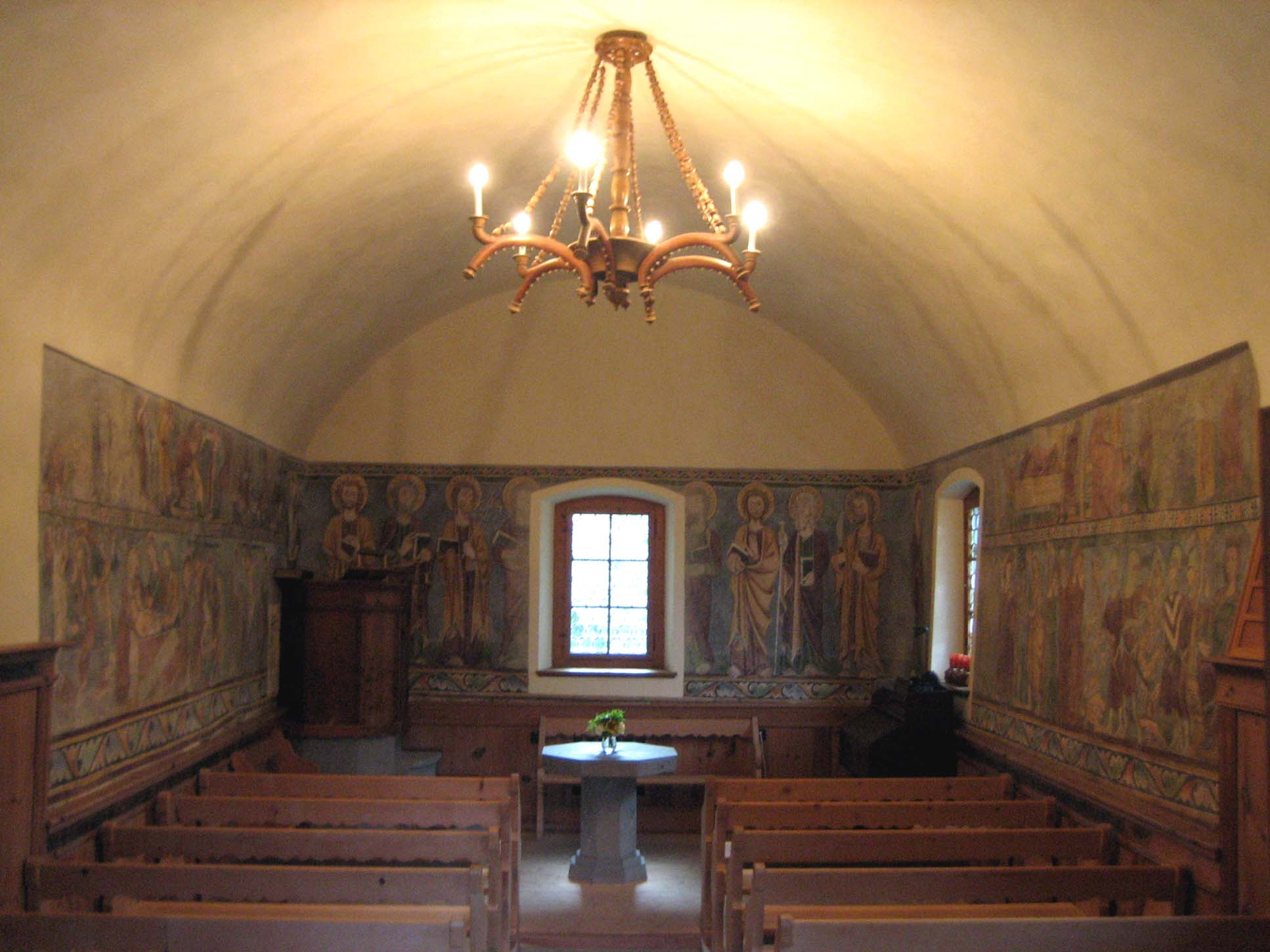
Innenraum
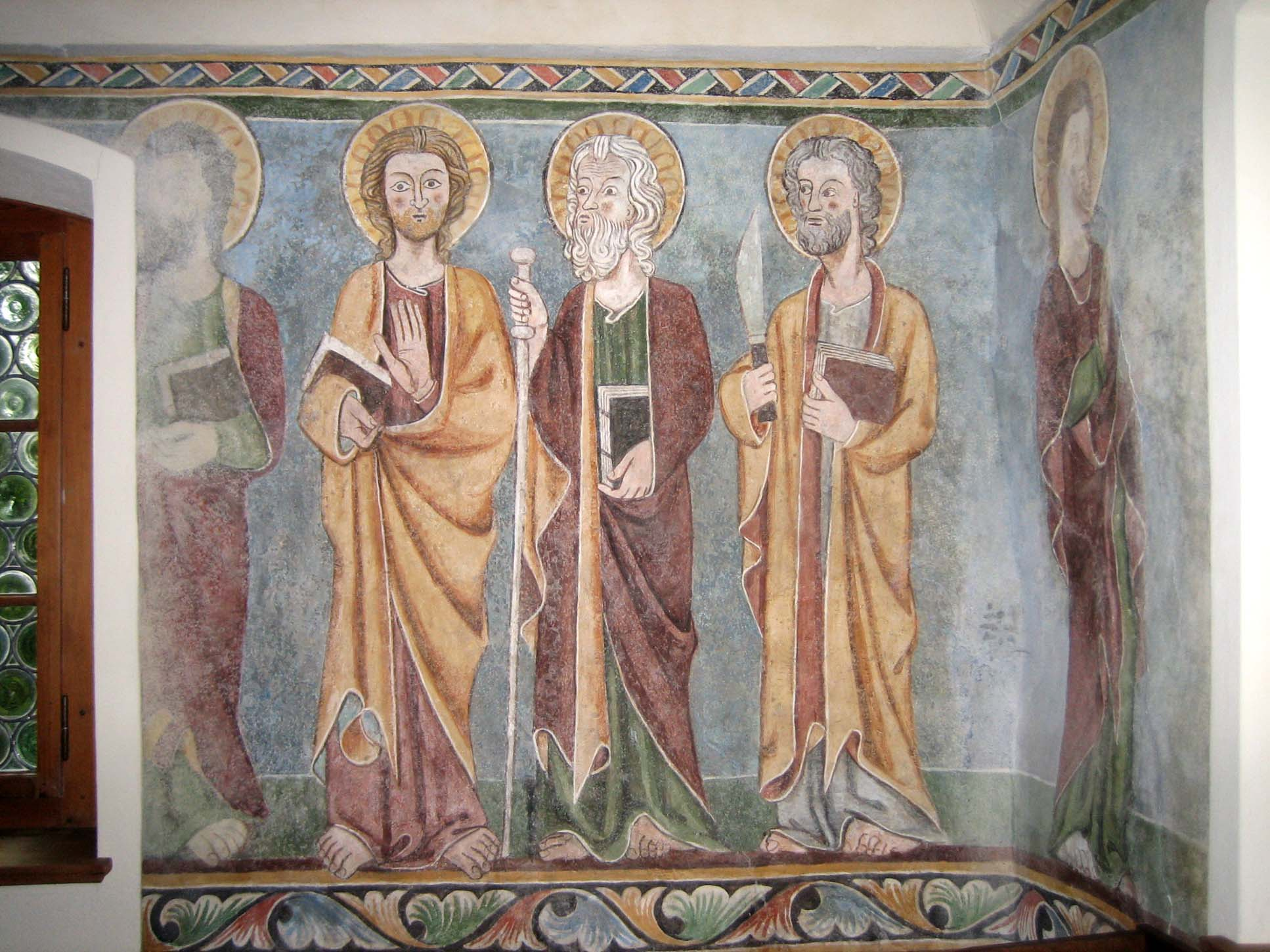
Apostel
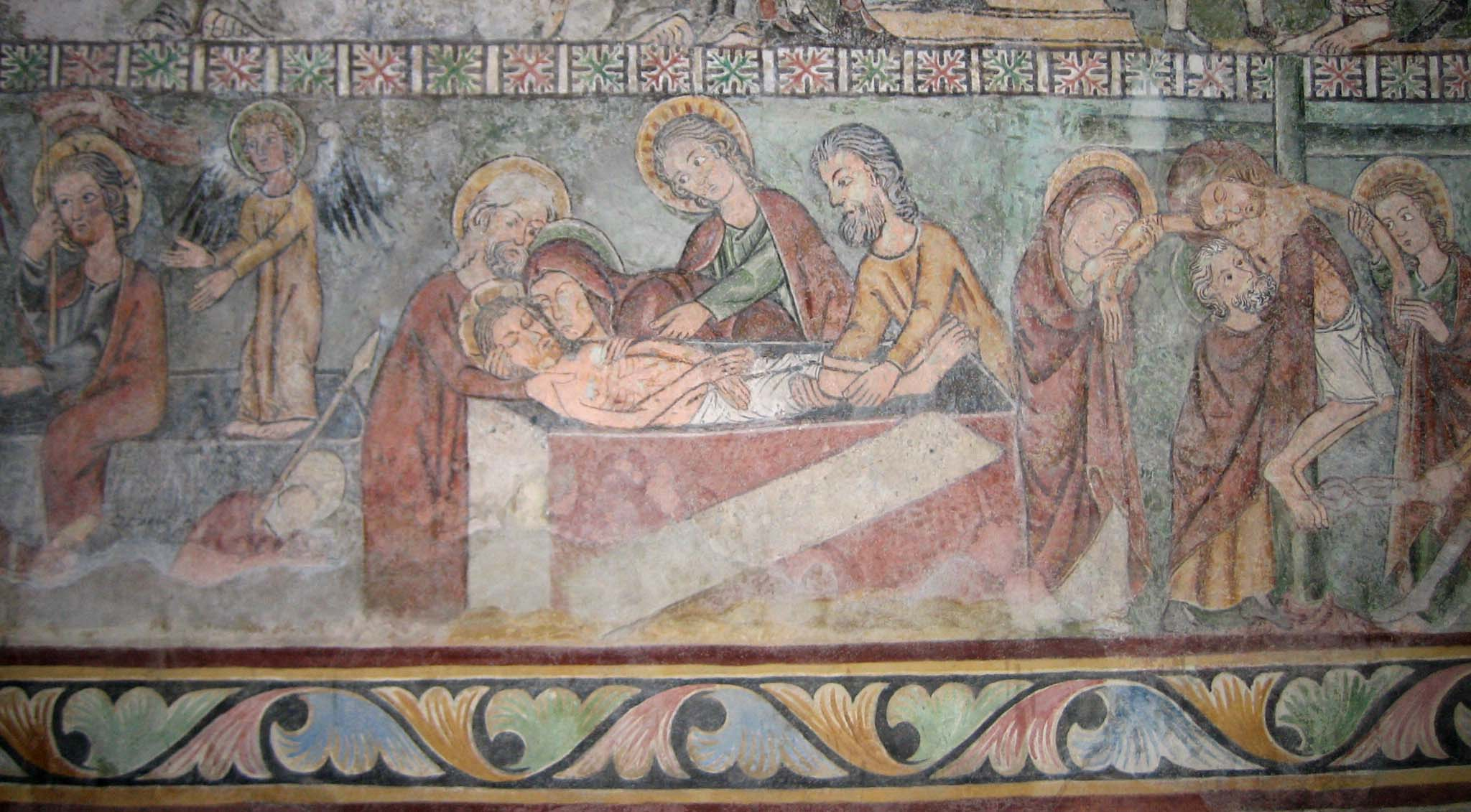
Grablegung
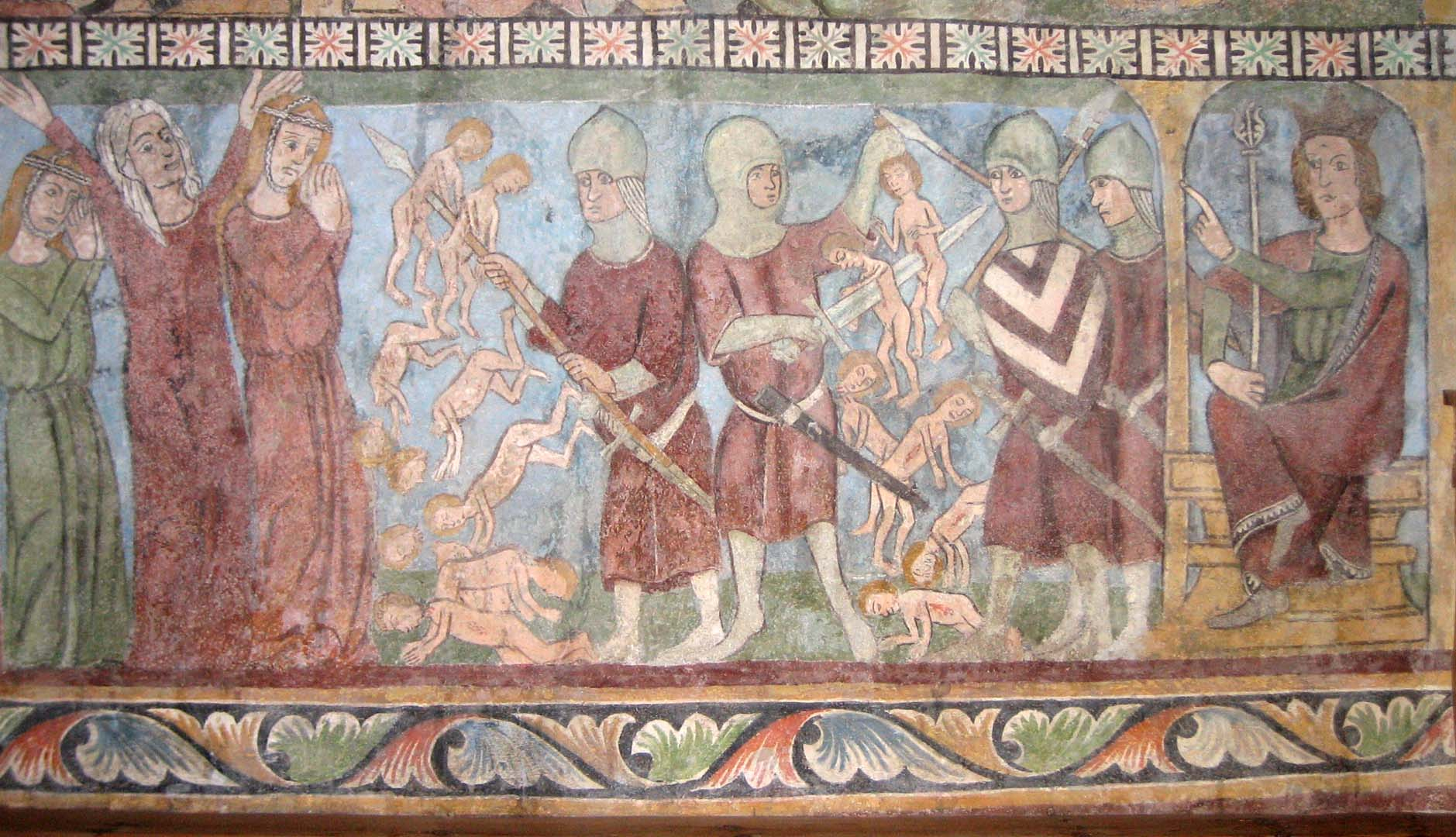
Kindermord von Betlehem
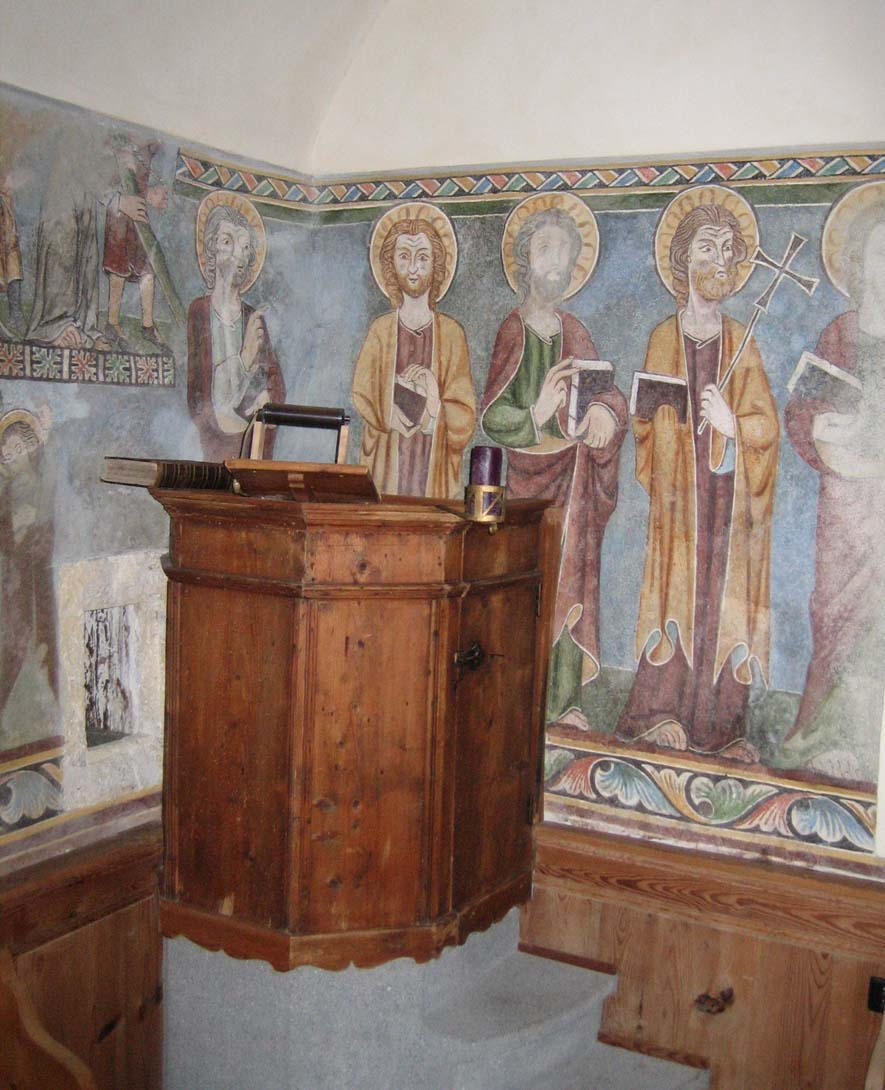
Kanzel mit Aposteln

### Kirche Casti

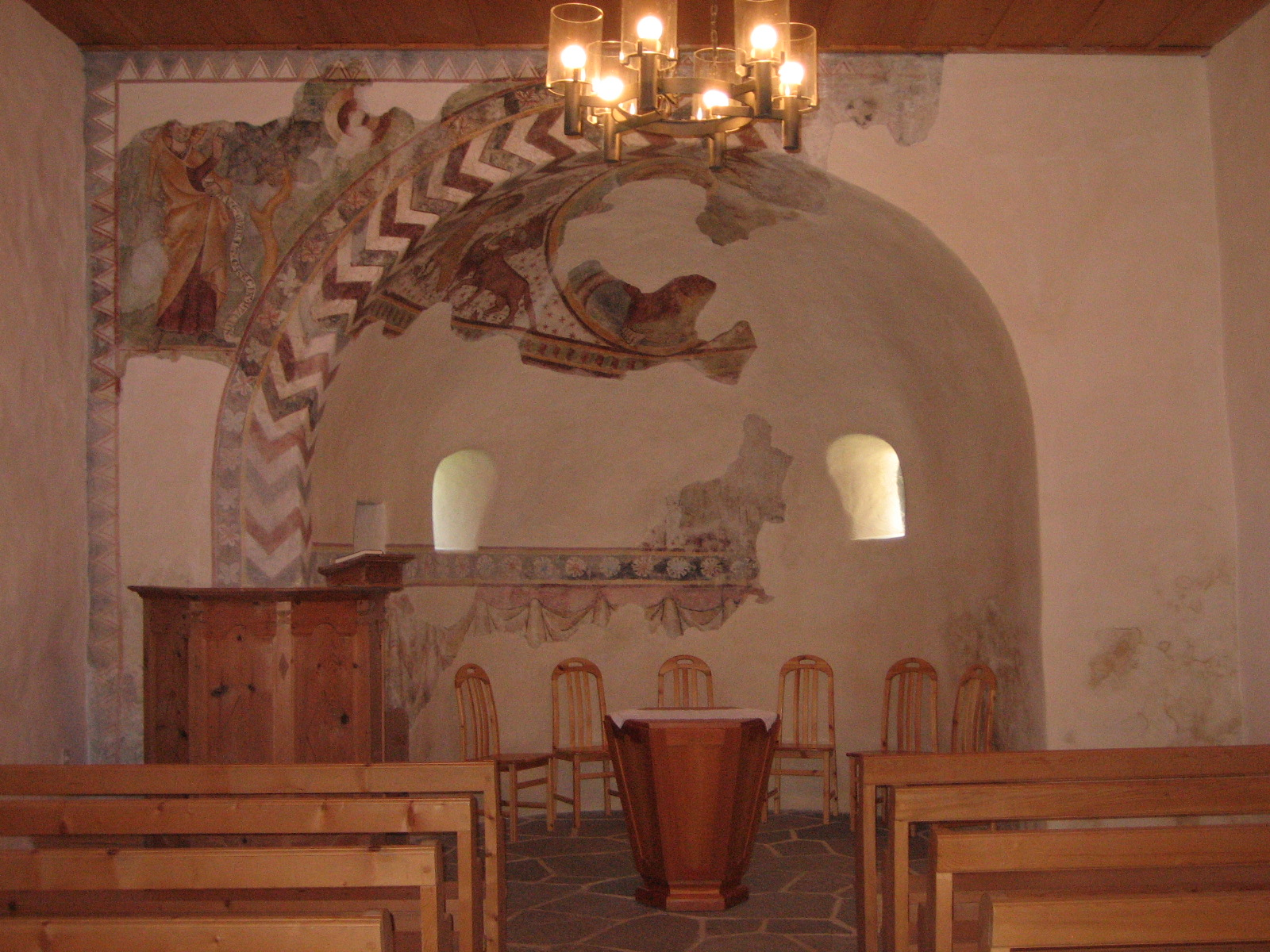
Innenraum
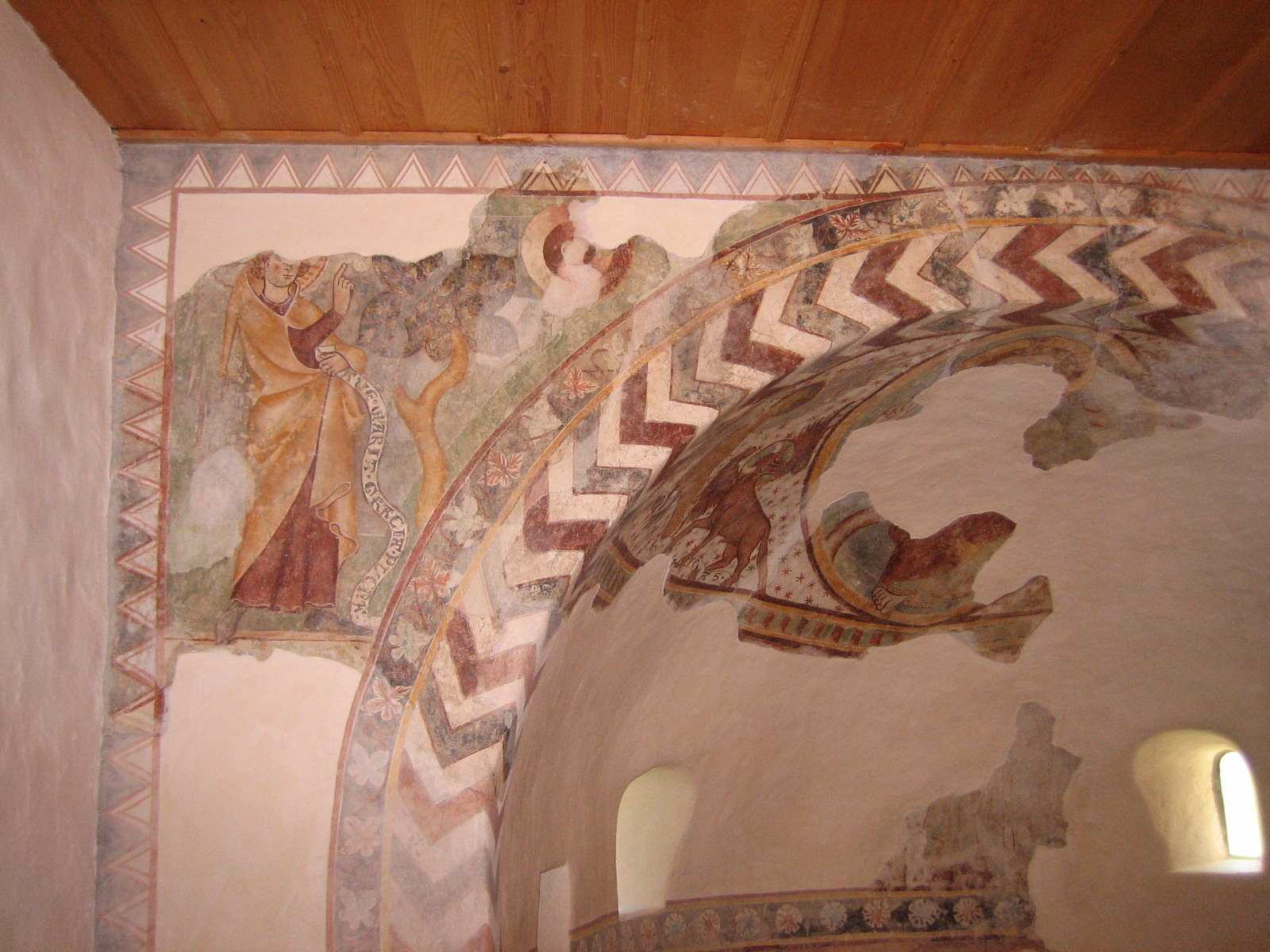
Innenraum (Detailansicht)
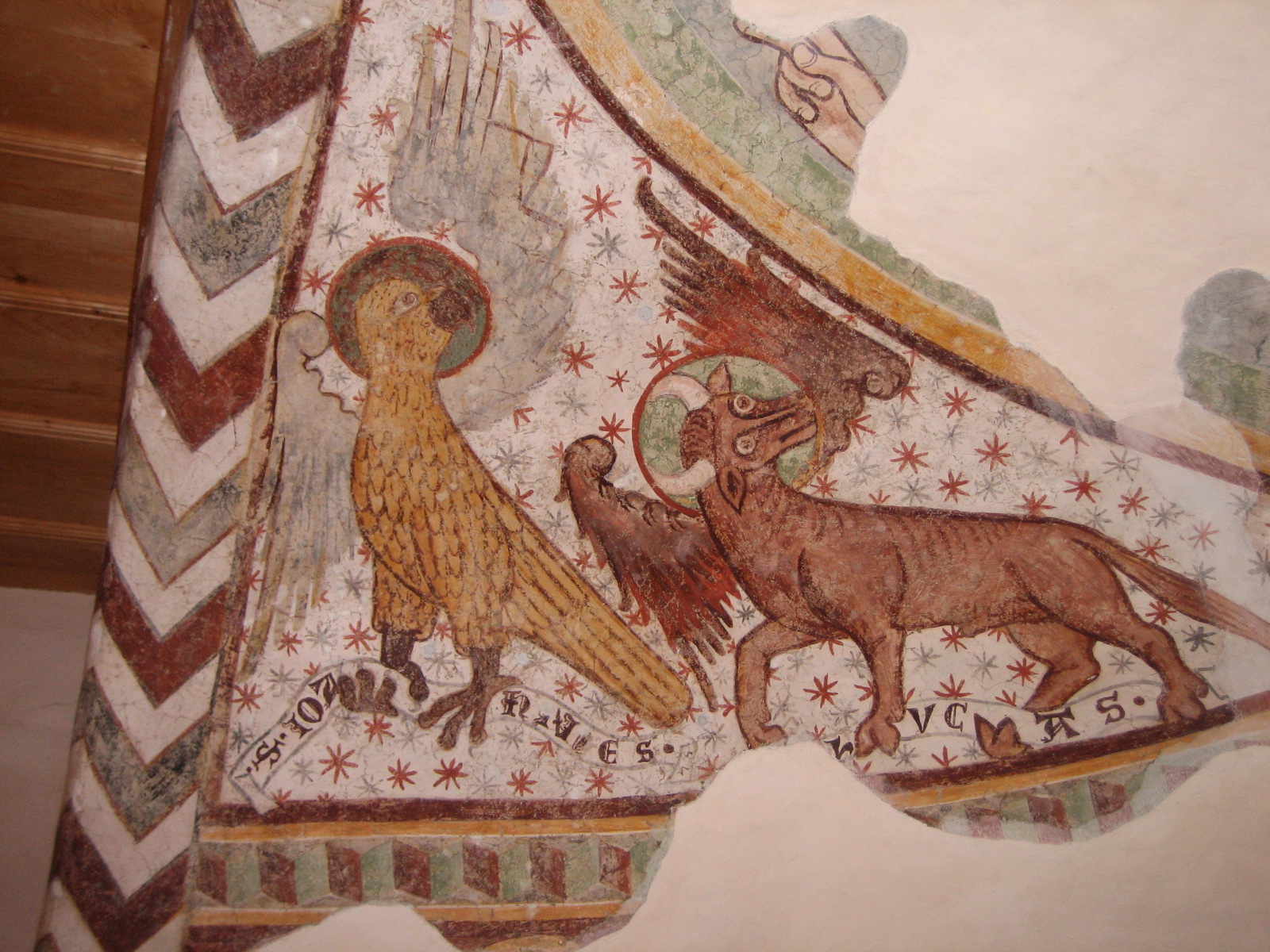
Innenraum (Detail) Evangelistensymbole für Lukas (rechts) und Johannes

### Kirche Clugin

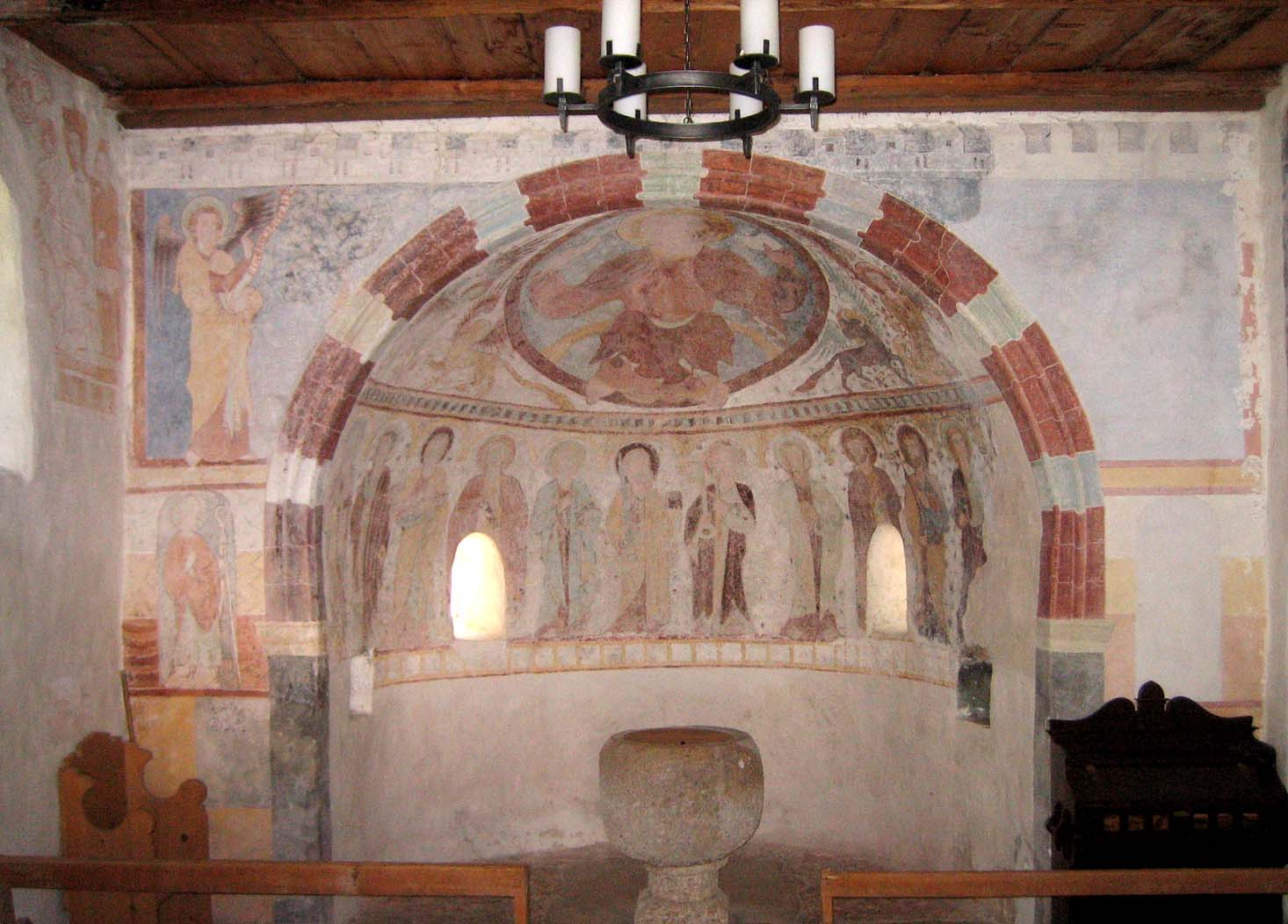
Innenraum
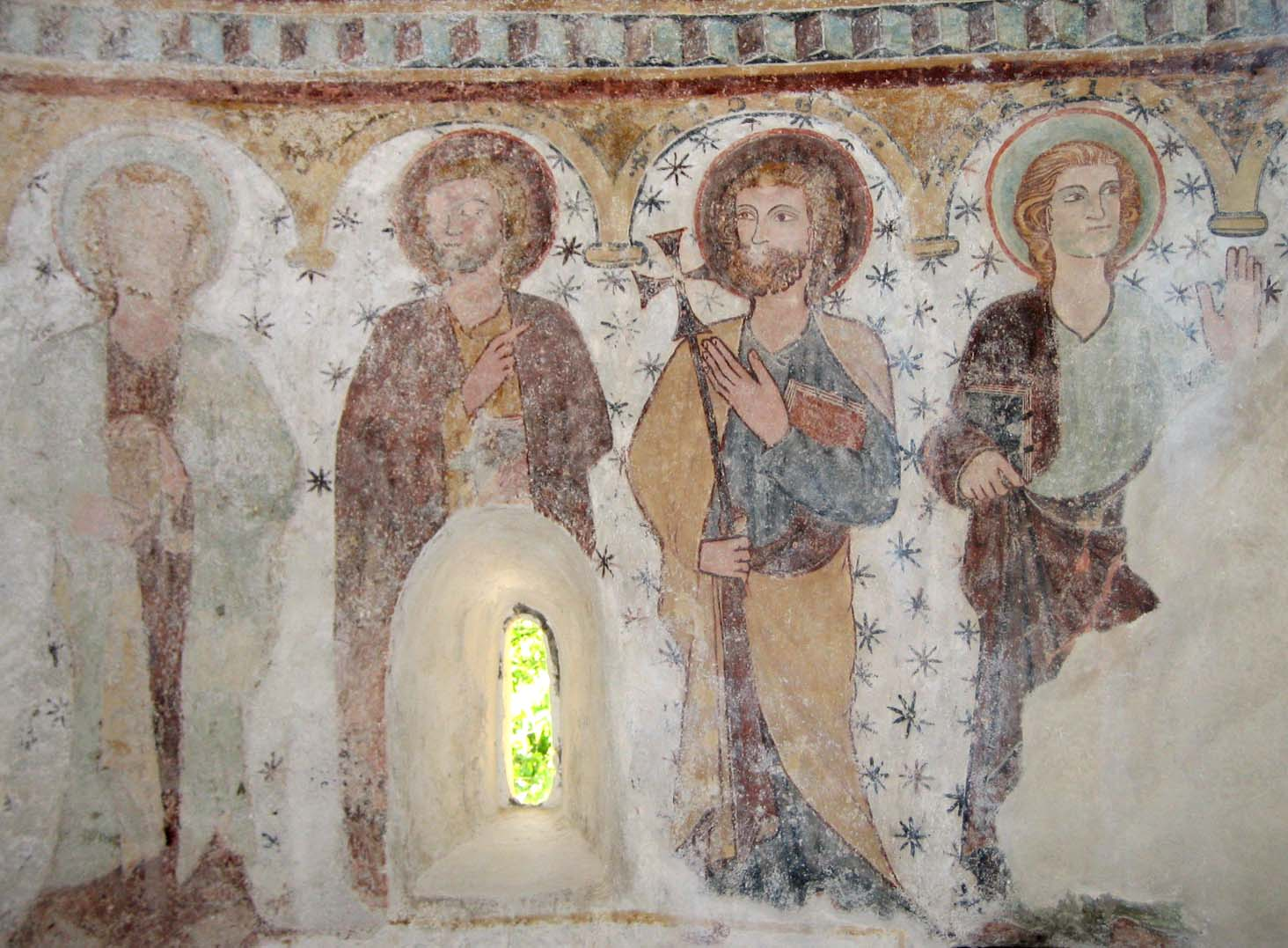
Apostel

### Kirche Pitasch

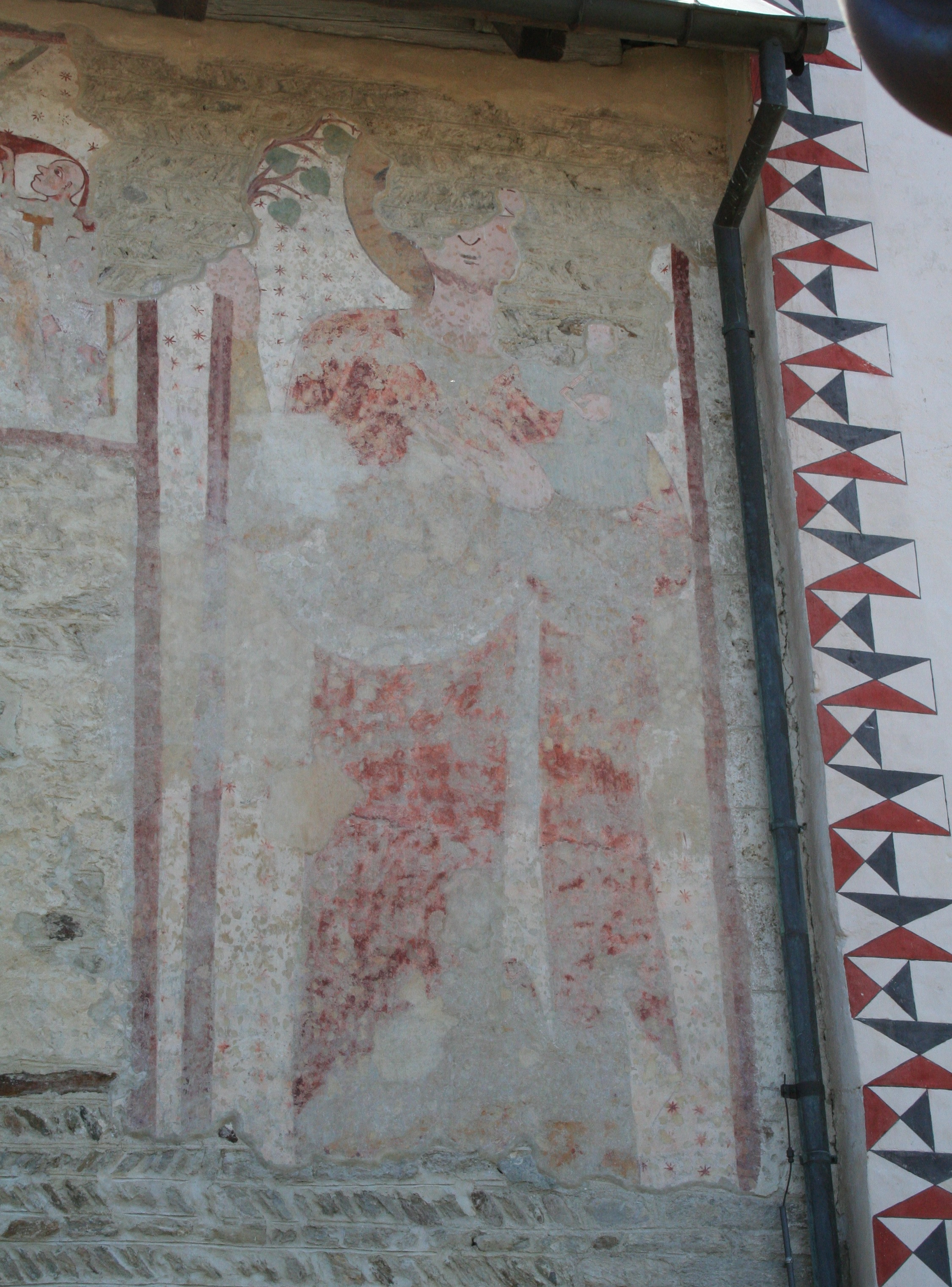
Christophorus

### Kathedrale Chur

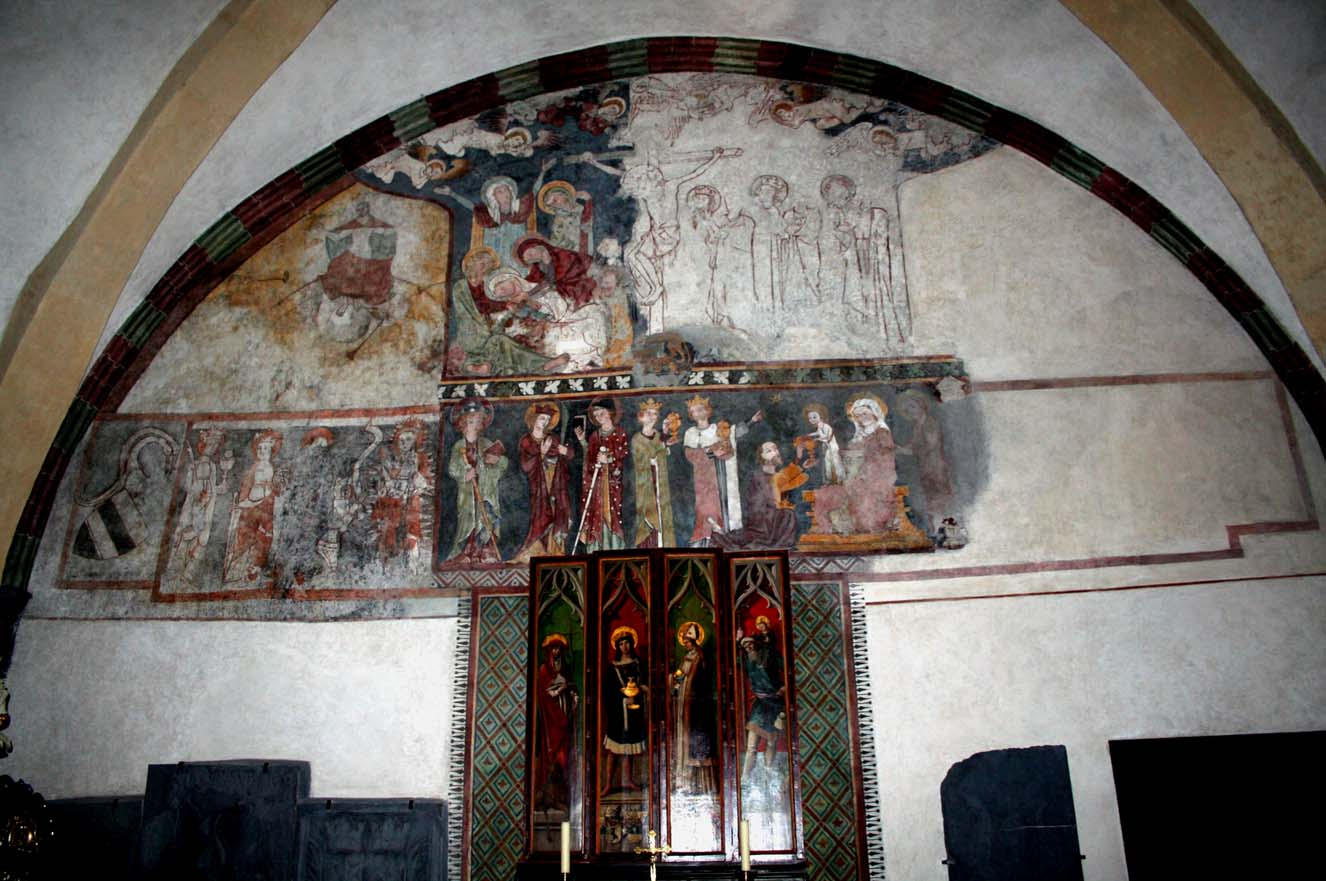
Anbetung der Könige und Kreuzigung
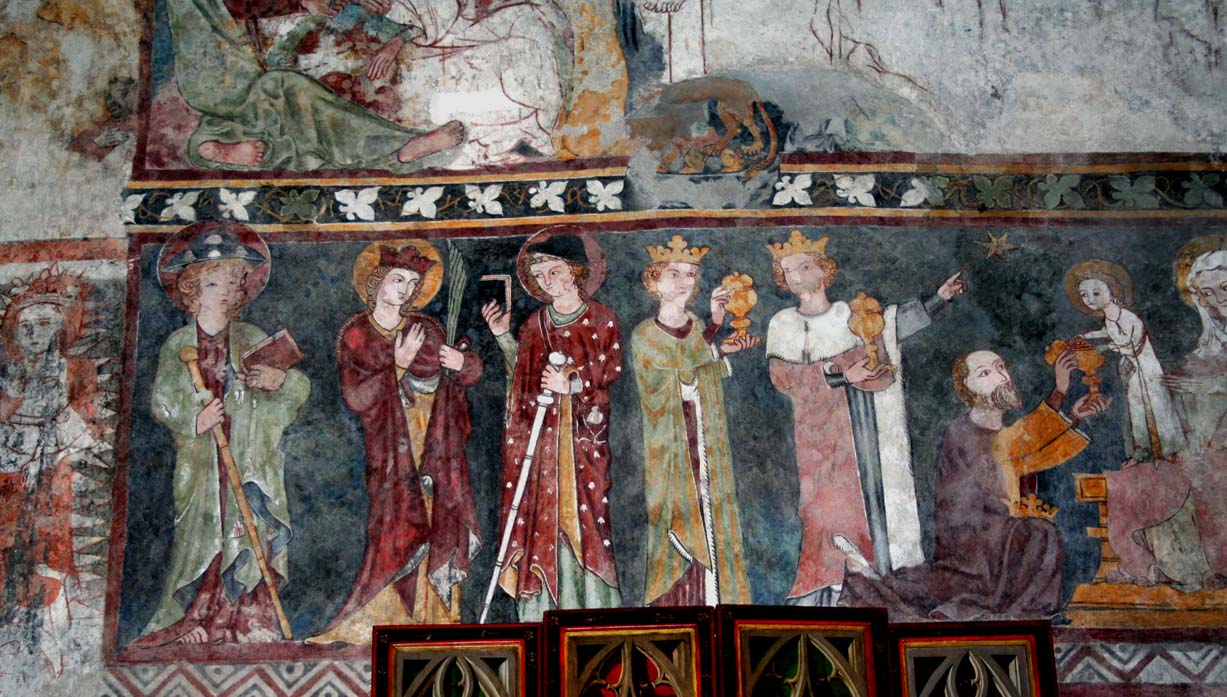
Anbetung